# Zweites Pazifik-Geschwader

Route des 2. Geschwaders von Kronstadt nach Tsushima.

Am 15. Oktober 1904 stach der größte Teil der russischen Baltischen Flotte als Zweites Pazifik-Geschwader (auch Zweites Pazifisches Geschwader genannt) von Libau (heute Lettland) aus in See. Die Flotte unter dem Kommando des Vizeadmirals Sinowi Roschestwenski sollte in den Fernen Osten verlegt werden, und nach dem Fall von Port Arthur von Wladiwostok aus mit den Resten der russischen Pazifikflotte den Seekrieg gegen Japan fortführen.
Nach über sieben Monaten Fahrt erreichte das Geschwader die Koreastraße, wo es von der überlegenen japanischen Flotte unter Tōgō Heihachirō in der Seeschlacht bei Tsushima am 27. und 28. Mai 1905 vernichtend geschlagen wurde. Die Niederlage des Geschwaders war vorentscheidend für den Ausgang des Russisch-Japanischen Krieges.

## Beginn
Der russische Wunsch nach Ausdehnung seiner Macht nach Westen bzw. über den Bosporus zum Mittelmeer wurde durch die Niederlage im Krimkrieg gestoppt. Auch eine Ausdehnung über Serbien zur Adria stieß auf den Widerstand Großbritanniens, Österreich-Ungarns und Deutschlands. Der Unternehmer und spätere Finanzminister Sergei Juljewitsch Witte setzte sich für eine Umorientierung der Expansionswünsche in Richtung Asien ein. Die von Witte geförderte Transsibirische Eisenbahn, die von Tscheljabinsk am Ural bis nach Wladiwostok (übersetzt „Beherrsche den Osten“) an der Pazifikküste führte, war ein Teil der russischen Ostasienpolitik. Da die Baukosten den Rahmen zu sprengen drohten, schloss Witte mit dem chinesischen Beauftragten Li Hongzhang einen Vertrag, die Bahn ab Sabaikalsk an der russisch-chinesischen Grenze durch die Mandschurei über Harbin bis Wladiwostok über chinesisches Gebiet zu bauen. Die Gründe für Li Hongzhang waren drei Millionen Goldrubel Bestechungsgeld und die Suche Chinas nach Verbündeten gegen Japan. Gleichzeitig wurde das Abkommen über die Pacht der Liaodong-Halbinsel geschlossen. Es schloss den Hafen Port Arthur (heute Lüshunkou, China) am Gelben Meer mit ein. Nach dem Ersten Japanisch-Chinesischen Krieg 1894–1895 wurde das Gebiet Japan im Vertrag von Shimonoseki zugesprochen, aber kurz darauf durch die Intervention von Shimonoseki Japan wieder abgenommen. Mit dem Pachtvertrag für Liaodong erhielt Russland auch die Konzession für den Bau einer Eisenbahnstrecke, die Ostchinesische Eisenbahn, von Harbin, wo es an die Transsibirische Eisenbahn angeschlossen war, bis nach Port Arthur, das zu einem Kriegshafen, der, im Gegensatz zu Wladiwostok, im Winter nicht zufror, ausgebaut werden sollte. Dieser Vertrag enthielt schon sehr viel Konfliktpotential mit Japan, aber das wurde von Zar Nikolaus II. in Kauf genommen.
Es blieb nicht bei dem Pachtvertrag. Die nach der Niederschlagung des Boxeraufstandes und während des Russisch-Chinesischen Krieges im Jahre 1900 in die Mandschurei einmarschierten russischen Truppen blieben auch nach Abschluss der Kämpfe im Land. Schon 1898 hatte Alexander Michailowitsch Besobrasow, ein Geschäftsmann mit politischen Ambitionen, den Plan, eine Firma mit Holzgewinnungs- und Bergbaukonzessionen am Yalu in Korea zu gründen. Ein russischer Kaufmann hatte diese Konzessionen seit 1896. Besobrasow kaufte sie ihm ab und gründete auf dem linken Ufer des Yalu, also in Korea und damit im japanischen Interessengebiet, eine Sägemühle und ließ zum „Schutz“ ein sibirisches Regiment aufmarschieren. Er gründete den sogenannten „Besobrasow-Kreis“, eine politisch motivierte Investmentgruppe, die von Besobrasow organisiert wurde und zu deren Investoren viele hochrangige Mitglieder des russischen Hofes zählten, darunter auch der Zar. Ziel des „Besobrasow-Kreises“ war die Gründung eines Handelsunternehmens ähnlich der Britischen Ostindien-Kompanie, das seine Investoren mit finanziellen Vorteilen belohnen und gleichzeitig die Voraussetzungen für die Eroberung der Mandschurei und Koreas schaffen sollte. Ein Mitglied dieses Kreises war Jewgeni Iwanowitsch Alexejew, ein unehelicher Sohn Zar Alexanders II. und seit dem 13. August 1903 von Zar Nikolaus II. ernannter fernöstlicher Vizekönig mit vollständiger ziviler und militärischer Autorität über die russischen Besitztümer im Fernen Osten, einschließlich der von Russland besetzten Mandschurei, der Halbinsel Liaodong und des russischen Militärbezirks Amur (heute Region Primorje). Als im gleichen Jahr Finanzminister Witte in Ungnade fiel, erhielt Besobrasow unbegrenzten Zugriff auf staatliche Gelder. Der Aufbau einer nahezu ausschließlich aus russischen Reservisten bestehenden Holzhandelsgesellschaft spitzte den Konflikt mit Japan weiter zu. 1903 errichtete die russische Armee ein Fort in Yongampo an der Mündung des Yalu, wieder auf dem linken Ufer. In Japan wurde die Konzentration russischen Einflusses in der Mandschurei, in Port Arthur und in Korea als Bedrohung der japanischen Interessenssphäre und der nationalen Sicherheit empfunden. Die japanische Position wurde durch eine 1902 abgeschlossene Allianz mit Großbritannien gestärkt und Japan bereitete sich auf einen militärischen Konflikt vor. Alexejew allerdings versicherte dem Zaren, dass ein verstärktes aggressives Vorgehen in der Region keine militärische Reaktion Japans hervorrufen würde.
Im Januar 1904 wurde der japanische Botschafter in St. Petersburg bei der russischen Regierung vorstellig und forderte die Anerkennung der japanischen Ansprüche in Korea und bot im Gegenzug den Verzicht Japans auf Einfluss in der Mandschurei an. Die russische Regierung glaubte nicht an eine Bedrohung durch Japan und nahm das Verhalten der japanischen Diplomatie nicht ernst. Eine Einstellung, die auch von Vizekönig Alexejew unterstützt wurde. Alexejew war einem Krieg mit einem Land, von dem er glaubte, dass es militärisch unterlegen sei, nicht abgeneigt.
Am 4. Februar 1904 beschloss die japanische Militärführung unter dem Vorsitz des Tennōs eine energische militärische Reaktion.
Und so musste der Vizekönig am 27. Januarjul. / 9. Februar 1904greg. folgendes Telegramm an Zar Nikolaus II. senden:

„Sankt Petersburg an SEINE KAISERLICHE MAJESTÄT

Ich melde mich demütig bei IHRER KAISERLICHEN MAJESTÄT.
 Um Mitternacht
vom 26. bis 27. Januar führten japanische Torpedoboote einen plötzlichen Angriff
auf unser an der Außenreede
 des Hafens Port Arthur stationiertes Geschwader durch. 
Die Schlachtschiffe Retvizan und Tsesarevich und der Kreuzer Pallada
 
wurden beschädigt; das Ausmaß des Schadens wird ermittelt.
 Einzelheiten werden 
IHRER KAISERLICHEN MAJESTÄT später mitgeteilt.

Generaladjutant Alexeev“

Der Russisch-Japanische Krieg hatte begonnen.
Nikolai II. war nicht beunruhigt, hatte doch Alexejew ihm immer wieder versichert, dass alles in Ordnung sei. Außerdem hatte sein Ratgeber Konstantin Pobedonoszew erklärt, dass „ein Krieg den Sinn für das autokratische Herrschertum neu beleben würde“. Wobei Innenminister Plehwe, der mit einer langsam aufkeimenden revolutionären Stimmung in Russland nicht fertig wurde, ihn unterstützte. Er meinte, das, was fehlte, die Revolution zu verhindern, sei ein „kleiner, siegreicher Krieg“.
Der japanische Angriff war von Admiral Tōgō, dem Oberbefehlshaber der japanischen Flotte genau geplant und gut vorbereitet. Nach den ersten Explosionen brach auf russischer Seite hektischer Aktionismus aus, Scheinwerfer beleuchteten das Meer vor den russischen Schiffen und Landbatterien eröffneten das Feuer. Der Erfolg, trotz der Hektik, war immerhin, dass die zweite Welle der japanischen Zerstörer ihre Torpedos nicht mehr gezielt abfeuern konnte.
Obwohl der Angriff auf Port Arthur als Beginn des Krieges gilt, war im Hafen der koreanischen Stadt Tschemulpo der erste Schuss gefallen. In Tschemulpo fanden die Truppenanlandungen der 1. japanischen Armee statt. Ein Schiffsverband unter dem Kommando von Konteradmiral Uryū Sotokichi, bestehend aus dem Panzerkreuzer Asama, fünf Kreuzern und acht Torpedobooten waren die Deckungsstreitkräfte für die Landung. Im Hafen lagen der Kleine Kreuzer Warjag und das Kanonenboot Korejez. Beide Schiffe liefen am 8. Februar 1904 aus und gerieten in das japanische Landungsmanöver und die japanischen Deckungskräfte. Diese forderten die russischen Kriegsschiffe zur Kapitulation auf, was der Kapitän der Warjag, Rudnew, ablehnte und in den Hafen zurückkehren wollte. Dann wurden auf der Korejez angeblich Torpedolaufbahnen gesehen, das Schiff gab zwei Schuss aus einer 3,7 cm Kanone ab und feuerte damit die ersten Schüsse in dem Konflikt. Am Morgen des 9. Februar 1904 kam es schließlich zum Gefecht. Die russischen Schiffe versuchten den Ausbruch aus dem Hafen von Tschemulpo, um in die offene See zu entkommen. Die japanische Flotte verhinderte das durch Kreuzfeuer, welches der Warjag schwere Schäden und den Verlust von 122 Mann zufügte. Die kleine Korejez hatte der japanischen Übermacht nichts entgegenzusetzen. Beide Schiffe kehrten nach einer Stunde in den Hafen zurück und wurden dort von ihren Besatzungen versenkt.

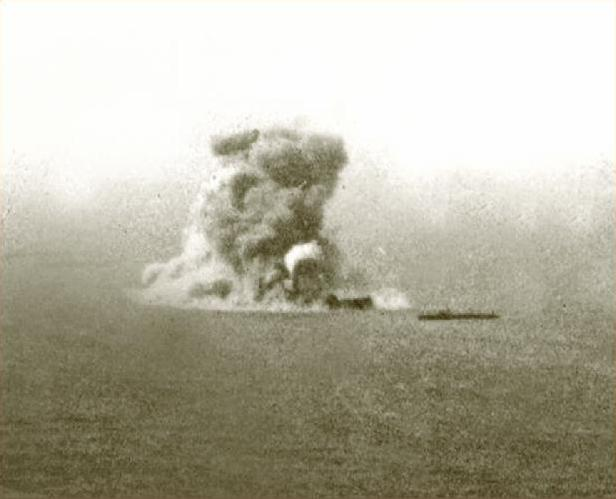
Die Petropawlowsk sinkt mit Admiral Makarow

Am folgenden Tag griff die japanische Flotte mit sechs Linienschiffen und neun Kreuzern unter dem Kommando von Admiral Tōgō das in Port Arthur vor Anker liegende russische Geschwader an und es kam zu einem 40-minütigem Feuerwechsel. Danach brachen die Japaner den Beschuss ab und die Russen unter Admiral Oskar Stark folgten nicht. Admiral Tōgō sperrte mit seiner Flotte die Zufahrt zum Hafen und die japanischen Truppentransporte nach Korea konnten ungehindert stattfinden. Die Inaktivität der russischen Flotte führten zum Rücktritt von Admiral Stark und der Ernennung von Vizeadmiral Makarow im Februar 1904 zum Kommandeur des Geschwaders. Er kam am 8. März 1904 in Port Arthur an und entschied sich für die Petropawlowsk als Flaggschiff. Direkt nach seiner Ankunft begann Makarow damit, seine Schiffe auf Gefechte mit der japanischen Marine vorzubereiten. Fünf Mal lief er im folgenden Monat aus und trainierte das Fahren im Verband und Manöver während des Gefechts.
Anders als sein Vorgänger Stark verfolgte Makarow angreifende japanische Kriegsschiffe und hielt seine Schiffe in Gefechtsbereitschaft an der Ausfahrt von Port Arthur. Als japanische Kreuzer im März die Hafenstadt beschossen, erwiderten seine Kreuzer das Feuer derart heftig, dass sich die Japaner zurückzogen. Als sie im gleichen Monat versuchten, Blockschiffe in die Einfahrt zu bringen, um die eigene Flotte von dem ständigen Wachdienst zu entlasten und ein Auslaufen der russischen Flotte zu verhindern, liefen die russischen Kreuzer sofort aus und die Begleitschiffe der Blockschiffe flohen.
Nachdem er mit seinem Vorhaben, das russische Geschwader in Port Arthur durch Versenkung von Blockschiffen in der Hafeneinfahrt zu blockieren, gescheitert war, plante Admiral Tōgō nun die Blockade der Einfahrt durch ein Minenfeld. Der Minenleger Korumaru begann in der Nacht zum 13. April mit der Ausbringung von Minen nahe der Einfahrt. Gesichert wurde er dabei durch vier Zerstörergruppen. Die Russen bemerkten die Schiffe, hielten sie aber für eigene Zerstörer. Am Morgen des 13. April 1904 kehrte der russische Zerstörer Strasny von einer Patrouillenfahrt zurück, als er von den japanischen Zerstörern angegriffen wurde. Makarow entsandte sofort den Panzerkreuzer Bajan, um in das sich entwickelnde Zerstörergefecht einzugreifen, während er mit drei Linienschiffen (Petropawlowsk, Pobeda, Pereswet), drei weiteren Kreuzern (Askold, Diana, Nowik) und einer Zerstörergruppe folgte, um die japanischen Kriegsschiffe zu stellen.
Die japanischen Schiffe zogen sich etwa 15 Meilen weiter nach See zurück, um auf ihre schweren Einheiten zu treffen, die den leichten Schiffen zu Hilfe kamen. Makarow war außerhalb der Schussweite der Küstenbatterien, so dass er wendete und hoffte, die Japaner würden ihm in deren Reichweite folgen. Nahe der Hafeneinfahrt lief dann sein Flaggschiff Petropawlowsk auf eine Mine, die zuerst die Torpedos im Bugraum des Schiffes und danach sämtliche Kessel und Munitionskammern zur Explosion brachte. Das Schiff sank innerhalb von zwei Minuten und mit ihm Admiral Makarow, der Kommandant des Schiffes und namhafte Polarforscher Michail Wassiljew, der bekannte Schlachtenmaler Wassili Wereschtschagin und ein Großteil der 662 Mann starken Besatzung. Rettungsboote der anderen Schiffe versuchten, Schiffbrüchige zu retten, die im Wasser schwammen. Etwa 80 Männer konnten gerettet werden, darunter Kapitän Jakowlew und Großfürst Kyrill Wladimirowitsch Romanow, ein Cousin des Zaren Nikolaus II., der 1924 bis 1938 Oberhaupt der Romanows im Exil wurde. Admiral Makarow wurde nicht gefunden. Er starb mit zehn Mitarbeitern seines Stabes. Insgesamt starben 18 Offiziere und 564 Mann.
Der Untergang der Petropawlowsk hatte eine katastrophale Wirkung auf die Moral und die Einsatzfähigkeit des Pazifischen Geschwaders, das am 17. April das 'Erste Pazifik-Geschwader' wurde. Die Flotte verlor nicht nur ein gutes Linienschiff, sondern mit Vizeadmiral Makarow auch einen der begabtesten Führer und Taktiker, der von den Offizieren und Mannschaften geachtet und geliebt wurde. Das Kommando übernahm Admiral Withöft, der die Flotte meist untätig im Hafen liegen ließ. Allerdings hatte Withöft Glück, zwei japanische Linienschiffe, die Yashima und die Hatsuse sanken am 15. Mai 1904, nachdem sie auf Minen gelaufen waren, vor Port Arthur. Damit verlor Admiral Tōgō ein Drittel seiner Schlachtschiffe. Fast eine Katastrophe für Japan, denn der Bau neuer Schlachtschiffe dauerte lange und war teuer und die japanischen Werften waren zu dem Zeitpunkt noch nicht in der Lage, größere Schiffe als Kleine Kreuzer zu bauen. Aber Admiral Withöft nutzte auch diese Gelegenheit nicht, um auszulaufen.
Am 30. Juli zog sich General Stößel, der Verteidiger Port Arthurs, komplett auf die Festung zurück, nachdem sich die 3. Japanische Armee unter dem Kommando des Generals Nogi Maresuke der Stadt genähert hatte und ab dem 1. August war die Stadt vollständig eingeschlossen. Die russische Flotte blieb blockiert und japanische Transporte nach Korea liefen ungehindert weiter.

## Von Kronstadt nach Madagaskar

### Auftakt
Schon ab Mitte März 1904 überlegte man am Hofe Nikolaus II., eine Entsatzflotte in den Pazifik zu schicken, um die in Port Arthur eingeschlossene Flotte zu befreien und die Seeherrschaft zu übernehmen. Einen Namen hatte man schon, es war das „Zweite Pazifik-Geschwader“ und die in Port Arthur eingeschlossene Flotte wurde zum „Ersten Pazifik-Geschwader“. Am 19. April wurde Admiral Sinowi Petrowitsch Roschestwenski zum Oberkommandierenden ernannt, am 30. April wurde der Beschluss verkündet und mit allen Einzelheiten in der Presse besprochen. Japan benötigte keine Spione, ein Blick in die russischen Zeitungen reichte. Allerdings hätte man an dem veröffentlichten Auslauftermin im Juli 1904 nicht festhalten können, es sollte noch auf die Fertigstellung der beiden Linienschiffe Orjol und Knjas Suworow der Borodino-Klasse gewartet werden, die erst für den Herbst geplant war.
Roschestwenski machte sich an die Vorbereitungen, hoffte aber der Zar würde die Fahrt des Geschwaders noch absagen. Gründe dafür hätte er genug. Am 23. Juni 1904 gab Admiral Withöft dem ständigen Drängen von Gouverneur Alexejew, der im sicheren Wladiwostok war und keine direkten Befehle, sondern schwammige Aufforderungen schickte, nach. Withöft benötigte nur zum Verlassen des Hafens 11 Stunden, dann endlich hatten die Schlachtschiffe Zessarewitsch, Retwisan, Pobeda, Pereswet, Sewastopol und Poltawa den Hafen verlassen, und Withöft traf dort auf keinen Gegner. Admiral Tōgō hatte die Geschwindigkeit Withöfts überschätzt und ihn an dem errechneten Punkt nicht angetroffen. Zerstörer meldeten ihm den Standort und gegen 18:00 Uhr sichteten sich die feindlichen Flotten. Für Withöft ein Grund, sofort zu wenden und mit hoher Geschwindigkeit nach Port Arthur zurückzukehren. Dabei lief die Sewastopol auf eine Mine und wurde beschädigt. Diese Aktion hatte eine verheerende Wirkung auf die Stimmung der russischen Mannschaften, sie hatten das Gefühl weggelaufen zu sein.
Da auch die Weltpresse dieser Meinung war und über die russische Flotte Spott ausschüttete, drang Alexejew noch dringender auf einen Durchbruch nach Wladiwostok, beeinflusste auch Nikolaus II. in diesem Sinne und wies auf die 'beschmutzte' Ehre der russischen Flotte wegen des kurzen Auslaufens am 23. Juni hin. Am 7. August erhielt Witthöft den Befehl des Zaren nach Wladiwostok durchzubrechen. Und so verließ er am 10. August 1904 wieder den Hafen von Port Arthur, um sich den Weg nach Wladiwostok zu erkämpfen. Daraus entwickelte sich die Seeschlacht im Gelben Meer. Admiral Withöft fand bei dieser Schlacht den Tod und nach der Schlacht musste sich die Zessarewitsch schwer beschädigt im damals deutschen Tsingtau internieren lassen. Die übrigen, nach Port Arthur zurückgekehrten Schiffe, setzten ihre Geschütze und Mannschaften nur noch zur Verteidigung der Festung ein. Weitere Ausbruchsversuche gab es nicht.
Nach diesen wenig ermutigenden Nachrichten hoffte Roschestwenski noch mehr auf eine Rücknahme des Befehls, aber am 12. August 1904 wurde der Zar Vater des so lange erhofften Sohnes Alexei. Er war, trotz der schlechten Nachrichten aus Fernost, nur noch voller Glück über die Geburt und Roschestwenski gab die Hoffnung auf eine Absage auf. Er wusste, dass eine Ansammlung von Schiffen kein Geschwader ist, solange die Mannschaften nicht aufeinander eingespielt sind und er wusste auch, dass bei der langen Reise und der zu erwartenden Schlacht alte und langsame Schiffe eine Last und keine Verstärkung waren. Er wusste außerdem, dass die vier neuesten Schlachtschiffe der Borodino-Klasse fehlerhaft waren. Sie hatten einen größeren Tiefgang als geplant und neigten aufgrund von Konstruktionsfehlern zum Kentern.
Ein sehr großes Problem bei der Fahrt nach Fernost stellte die Versorgung mit Kohle dar. Nach Schätzungen benötigte die gesamte Flotte täglich 3.000 t Kohle. So viel konnte an Bord der Schiffe nicht verstaut werden. Kein neutrales Land würde Kohle an das russische Geschwader verkaufen, weil es sich keinen Ärger mit Großbritannien, das seit 1902 mit Japan verbündet war, einhandeln wollte. Außerdem gab es bei dem Weg um Afrika herum aufgrund der Kolonien kaum neutrale Länder und keine Häfen, die groß genug gewesen wären, die Flotte aufzunehmen. Also musste die Kohle für die Reise von ca. 18.000 sm (33.000 km) auf Schiffen mitgeführt werden. Die russische Regierung schloss über eine private Firma einen Vertrag mit der Hamburg-Amerika-Linie (HAPAG), die sich verpflichtete, mit 60 Kohlenschiffen die benötigte Kohle während der Überfahrt bereitzustellen. Deutschland hatte keine Probleme damit, es sich mit England zu verderben, bezeichnete sich Kaiser Wilhelm II. in seiner Korrespondenz mit Nikolaus II. doch als „Admiral des Atlantiks“ während Nikolaus II. „Admiral des Pazifiks“ war.
Eine große russische Sorge war, von japanischen Schiffen schon während der Reise angegriffen zu werden. Agenten berichteten, dass die Japaner mit britischer Hilfe einen Hinterhalt planten und zwar schon in der Ostsee. Im Jahre 1904 gab es noch kaum professionelle Spione, Gerüchte wurden gehört und als 'Geheimnis' an Militärattachés weitergetragen. Wie viel dieser Informationen der Fantasie gelangweilter Botschaftsmitarbeiter, die sich wichtig machen wollten, entsprungen waren, ist völlig unklar.
Roschestwenski fuhr mit seinem Geschwader am 12. September von Kronstadt nach Reval und übte mit seiner Flotte das Manövrieren und musste an vielen Empfängen teilnehmen, selbst Zar Nikolaus II. kam am 9. Oktober, bis er am Abend des 10. Oktober wieder abreiste. Es war das letzte Mal, dass er seine Schiffe sah. Am 11. Oktober lief die Flotte nach Libau, wo sie am 12. Oktober einlief. Die Flotte bekam Munition, 20 % mehr als die volle Gefechtsausrüstung ursprünglich vorgesehen hatte. Trotzdem konnte scharfes Schießen nicht trainiert werden, damit die Rohre der schweren Geschütze nicht abnutzten, denn die konnte man während der Fahrt nicht wechseln.
Am 15. Oktober um 9 Uhr morgens verließ das Geschwader Libau und machte sich auf den Weg. Nach zwei Tagen erreichte es den Großen Belt und ging vor Anker. Roschestwenski schickte zwei Schiffe zurück nach Libau, den Eisbrecher Jermak und die Prozorlivy, einen Zerstörer. Die Jermak wurde von einem inkompetenten Zivilkapitän geführt, der auf das Flaggensignal zu stoppen erst reagierte, als Roschestwenski vor seinen Bug feuern ließ. Der Rest des Geschwaders übernahm Kohle, das bedeutete, dass Säcke mit Kohlen von Männern getragen werden mussten. Drei Tage später, am 20. Oktober, erreichte er Skagen an der Nordspitze Dänemarks und die Übernahme von Kohlen setzte sich fort. Roschestwenski musste jetzt dem Verbündeten Russlands, Frankreich, seine Pläne erläutern. Frankreich hatte ebenfalls nicht die Absicht, seine Beziehungen zu Großbritannien zu gefährden und hatte sich seit Beginn des Krieges sehr zurückhaltend verhalten. Die Franzosen waren hauptsächlich daran interessiert, ob er plante, in ihren Kolonien in Afrika anzulegen, was ihnen nicht recht war. Sie schlugen sogar vor, um Kap Hoorn herum in den Pazifik zu fahren und nicht um das Kap der Guten Hoffnung, weil dieser Kurs weit entfernt von allen französischen Besitzungen war.

### Der Doggerbank-Zwischenfall
Nachdem Roschestwenski von mehreren Seiten Informationen über japanische Torpedoboote erhalten hatte, ließ er noch am Abend des 20. Oktober die Anker lichten, er teilte sein Geschwader in mehrere Abteilungen ein, die getrennt voneinander, jeweils unter einem eigenen Kommandanten in die Nordsee liefen. Die Abteilung unter Roschestwenski umfasste die neuesten Schiffe, Suworow, Alexander der III., Borodino und Orjol. An Bord der Schiffe herrschte eine gespannte Nervosität, die unerfahrenen Mannschaften fürchteten Überraschungsangriffe. Roschestwenski gab Dungeness in Kent knapp südlich der Straße von Dover als Treffpunkt an. In der Nacht vom 21. auf den 22. Oktober 1904 kam es dann zu dem, für den Ruf des Geschwaders verheerenden Doggerbank-Zwischenfall.

### Atlantik
Am 26. Oktober 1904 erreichte Roschestwenski mit seiner Abteilung die Bucht von Vigo, die Ría de Vigo und ankerte, um Kohlen zu übernehmen, der Rest der Flotte fuhr weiter in Richtung Tanger. Von Vigo aus reisten Kapitän Nikolai Klado und zwei weitere Zeugen des Doggerbank-Zwischenfalls nach St. Petersburg um bei der Untersuchung behilflich zu sein. Vor Vigo tauchten auch britische Kreuzer auf und beobachteten die russischen Schiffe. Die spanische Regierung ließ sich Zeit, die Erlaubnis zur Kohlenübernahme zu erteilen und erst am 31. Oktober durften die russischen Schiffe 400 t Kohlen von den Versorgern übernehmen. Es wurde doppelt so viel geladen und dann fuhr auch Roschestwenski nach Tanger. Etwas verspätet, denn die Orjol hatte einen Maschinenschaden, der repariert werden musste. Seit des Vorfalls in der Nordsee überwachte die britische Kanalflotte unter Vizeadmiral Charles Beresford jede Bewegung des russischen Geschwaders. Admiral Beresford drängte darauf, die russische Flotte in Gibraltar zu entwaffnen und im Weigerungsfall zu versenken. Erst am 12. November wurde die Royal Navy von der Regierung informiert, dass die Krise vorüber war und Admiral Beresford keine kriegerischen Handlungen durchzuführen brauchte.
Am 4. November war auch Roschestwenski in Tanger angelangt und es wurden wieder Kohlen übernommen. Allerdings nur 6 Stunden lang, es regnete wie aus Eimern und eine hohe Dünung machte weitere Arbeit unmöglich. Roschestwenski hatte eine Prämie in Höhe von 1.500 Rubel für das Schiff ausgesetzt, das am meisten Kohle lud. Die Alexander III. gewann diese Prämie für das Laden von 400 t gegenüber 350 t der anderen. Schon vor dem Laden hatte Roschestwenski seine Entscheidung, Admiral Fölkersahm mit den älteren Schiffen der Zweiten Division und den kleinen Schiffen durch das Mittelmeer und den Suezkanal fahren zu lassen bekanntgegeben. Die Schiffe waren die Sissoi Weliki, Nawarin, Wladimir Monomach und Oleg, die bewaffneten Yachten Almas und Swetlana, außerdem die Zerstörer und einige Hilfsschiffe. Er selbst wollte mit den übrigen Schiffen um das Kap der Guten Hoffnung herum nach Madagaskar fahren, wo sie sich bei der Insel Sainte Marie an der Westküste wieder mit Admiral Fölkersahm vereinigen wollten. Die Gründe für diese Entscheidung waren erstens die Angst, im Suezkanal durch die britische Flotte aufgehalten zu werden und zweitens, dass Roschestwenski den alten Schiffen und den Kleinen Kreuzern die Fahrt um Afrika herum nicht zutraute. Keine 24 Stunden nach dem Ankern fuhr die Erste Division in Richtung Süden weiter. Obgleich zur Zweiten Division gehörend, fuhr die Osljabja mit der Ersten Division um Afrika herum. Das Geschwader fuhr in zwei Kolonnen, an Steuerbord fuhren Suworow, Imperator Alexander III., Borodino, Orjol und Osljabja, die Kolonne an Backbord bestand aus dem Werkstattschiff Kamschatka, den Transportern Anador, Irtuish und Korea, den Hospitalschiffen Orel und Kostroma und dem Schlepper Rus. Die Kamschatka führte die Kolonne nicht an, weil sie das beste Schiff war, sondern weil sie das unsicherste Schiff war und Roschestwenski sie im Auge behalten wollte. In Keilformation hinter dem Gros liefen die Kreuzer Admiral Nachimow, Aurora und Dimitri Donskoi. Diese Formation wurde bis Madagaskar eingehalten.
Am 12. November lief die Flotte in Dakar in der französischen Kolonie Französisch-Westafrika ein. Seit fünf Tagen warteten dort zehn Schiffe der Hamburg-Amerika Linie mit 30.000 t Kohle. Kaum waren die Schiffe in Dakar angekommen, als auch schon die britische Presse darüber berichtete. Das wiederum hatte zur Folge, dass der britische Botschafter in Paris bei der Regierung vorstellig wurde und verkündete, dass Großbritannien es als Bruch der Neutralität ansähe, würde die französische Regierung das Kohlen der Flotte genehmigen. Frankreich war zwar mit Russland verbündet, aber es sich mit Großbritannien zu verscherzen, war auch nicht im Sinne der französische Regierung. Also erschien der französische Hafenkommandant, kaum dass das Geschwader geankert hatte. Er teilte Roschestwenski das Verbot mit, sagte aber gleichzeitig, dass er persönlich nichts gegen die Bekohlung habe und schlug vor, bei den Kapverdischen Inseln die Kohlen zu übernehmen. Roschestwenski lehnte mit dem Hinweis auf die hohe atlantische Dünung ab und erklärte, er werde nur der Gewalt, also dem Feuer der Küstenbatterien weichen. „Ich nehme an, Sie wissen, dass ich soetwas nicht habe.“ erwiderte der Hafenkommandant und verabschiedete sich höflich.
Das Laden der Kohle begann unter tropischen Verhältnissen. Wie viel Kohle pro Schiff geladen werden durfte, um die Stabilität nicht zu gefährden, besprach Roschestwenski mit seinem Ingenieur Eugen Politowski. Die offizielle obere Beladungsgrenze lag bei 1.100 t bis 1.200 t je Linienschiff, weil sonst die Gefahr des Kenterns bestand. Das reichte nicht, um zum nächsten Hafen zu kommen und eine Bekohlung auf hoher See war unmöglich. Jedes Linienschiff nahm 2.200 t Kohle an Bord und sie mussten hoffen in keinen Sturm zu geraten. Die tropische Hitze war für die Mannschaften und Offiziere ein andauerndes Problem. Niemand war an tropische Temperaturen und die Luftfeuchtigkeit gewöhnt und jeder schlief an Deck, aber auch das war keine echte Erholung. Es war nicht nur die Hitze, auch die Schiffe selbst machten Probleme. Die Transporter hatten häufig Maschinenschäden, die die Flotte immer wieder zwangen mit geringer Geschwindigkeit zu fahren.

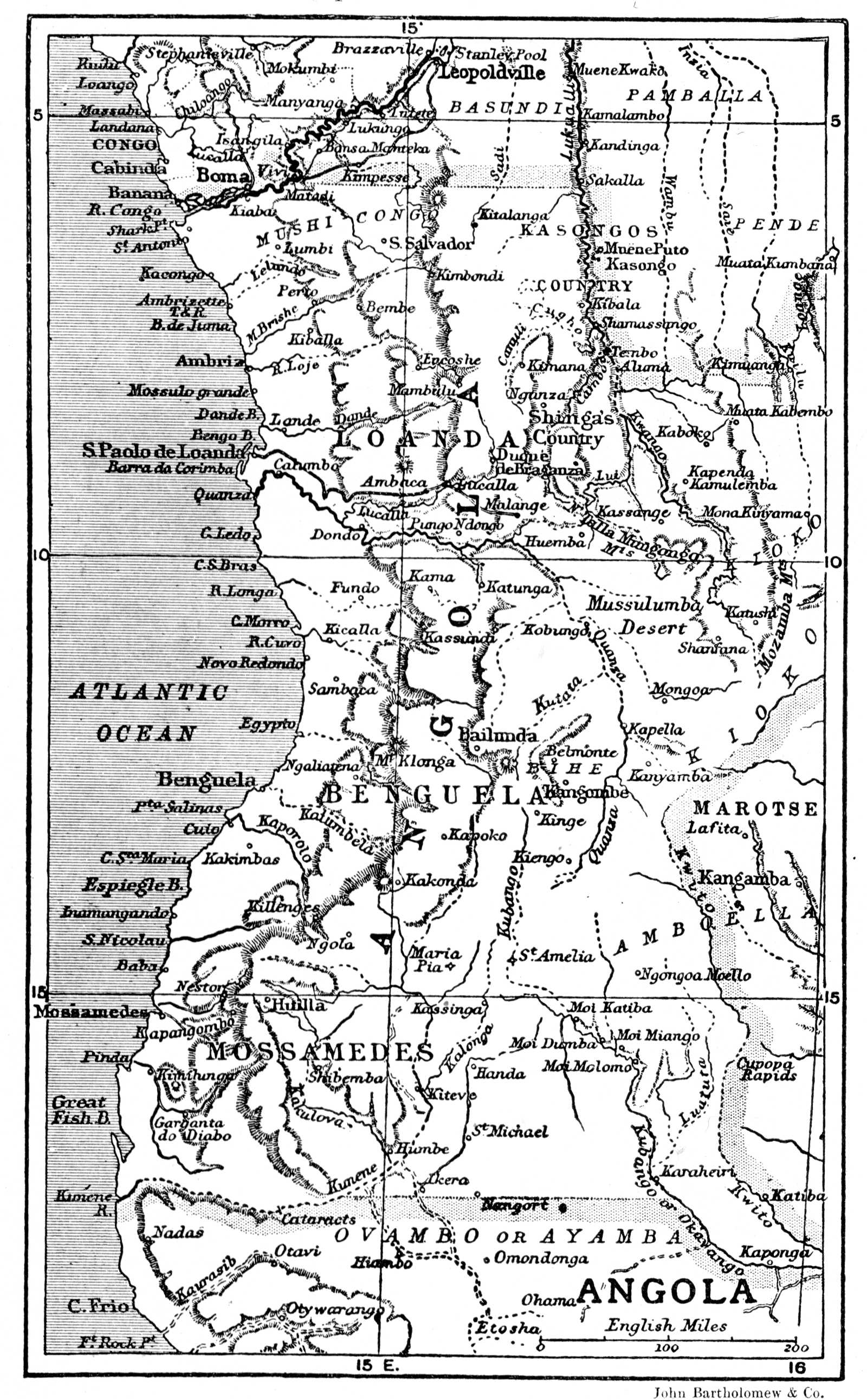
Angola 1906, Great Fish Bay links unten

Wegen der Havarien erreichte man Gabun und die Stadt Libreville verspätet am 26. November. Die deutschen Kohlendampfer waren bereits da und Roschestwenski befahl, soviel Kohle zu laden, wie möglich. Er erhielt auch Nachrichten aus Russland. Sie erfreuten ihn nicht: Der Zar hatte beschlossen, ein drittes Geschwader nach Port Arthur zu schicken. Dieses Geschwader war eine Idee von Kapitän Nikolai Klado, der von Vigo aus nach St. Petersburg geschickt worden war, um dort seine Aussage wegen des Doggerbank-Zwischenfalls zu machen. Klado hatte ausgezeichnete Beziehungen zum Haus des Zaren, er veröffentlichte leidenschaftliche Artikel, verkehrte in höchsten Kreisen und propagierte seine Pläne, Roschestwenski alles zu schicken, was schwimmen konnte. Er sprach über die Mängel der Flotte, der er selbst als Stabsoffizier angehörte und wurde dafür wegen seines 'Patriotismus' die 'Wahrheit' zu sagen, gefeiert. Roschestwenski hatte nichts gegen Verstärkungen, aber ein über 20 Jahre altes Linienschiff, die Imperator Nikolai und drei Küstenpanzerschiffe, die für die Ostsee und nicht für den Ozean gebaut worden waren, waren keine Bereicherung, sie waren eine Last. Einen Befehl, sich mit dem 3. Geschwader zu vereinigen hatte Roschestwenski aber noch nicht. Admiral Nikolai Nebogatow übernahm die Führung des 3. Pazifischen Geschwaders.
Die Fahrt ging weiter nach Süden, über den Äquator hinweg und weiter. Südlich des Äquators sanken die Temperaturen auf angenehme Werte in den zwanziger Celsiusgraden. Die nächste Station zum Bekohlen war Mossamedes in der portugiesischen Kolonie Angola mit der breiten 'Great Fish Bay', einem guten Platz, um Kohlen zu laden. Ein portugiesisches Kanonenboot mit einer 6,5 cm Kanone, die Limpopo, erschien, um dem Geschwader sämtliche Arbeiten unter Androhung von Gewalt zu verbieten und damit die portugiesische Neutralität zu verteidigen. Roschestwenski erwiderte, dass die Bucht breiter als 6 Seemeilen sei und damit ein Streifen internationalen Gewässers für seine Arbeiten zur Verfügung stand. Er fügte hinzu, dass er sich auf den Angriff des Kanonenbootes freue, es würde eine schöne Abwechslung für die Mannschaften sein. Das Kanonenboot griff natürlich nicht an, informierte aber die Briten und diese wiederum die, vor der Küste kreuzende HMS Barrosa, einen kleinen Kreuzer. Als der am 7. Dezember die 'Great Fish Bay' erreichte, war das russische Geschwader schon nicht mehr da, es war am Tag zuvor weiter gezogen.
Das nächste Ziel war Lüderitzbucht in der deutschen Kolonie Deutsch-Südwestafrika, etwa 1.100 sm entfernt. Die fünftägige Fahrt war wieder überschattet von Havarien bei vielen Schiffen. Die dadurch erzwungenen Pausen nutzte der Admiral für Übungen, deren Ablauf und Zweck er allen mitteilte, damit jeder wusste was er zu tun hatte und warum. Damit verstieß er gegen den russischen Brauch, nur Offiziere einzuweihen. Am 11. Dezember lief das Geschwader in die Lüderitzbucht, in der die deutschen Kohlenschiffe schon warteten, ein. Es herrschte Windstärke 10 und machte eine Bekohlung bei dem Seegang unmöglich. Erst am 14. Dezember konnte eine Barkasse zu Wasser gelassen werden und dem deutschen Gouverneur Major Lequis ein Besuch abgestattet werden. Zur Überraschung der russischen Delegation empfing er sie freundlich und kameradschaftlich. Die russische Flotte war eine Flotte wie alle anderen und die russischen Seeleute Kameraden. Auf die Frage, ob er keine Probleme bekäme, wenn das Geschwader bei ihm Kohlen übernähme, antwortete er: „Welches Geschwader? Ich habe meinen Vorgesetzten gemeldet, dass ich von der Bucht aus, wo ich wohne, kein Schiff sehen kann und ich habe weder die Aufgabe noch den Wunsch, mit einem Eingeborenenboot bei diesem Wetter eine Rundfahrt zu machen.“ Diese Antwort machte Major Lequis beim gesamten Geschwader äußerst beliebt und es gab freudige Kundgebungen, als er an Bord der Suworow Roschestwenski besuchte. Die Freundlichkeit lag nicht nur an den kameradschaftlichen Gefühlen, Lequis hatte auch den Wunsch, in Russland deutschfreundliche Gefühle zu wecken, um in einem europäischen Krieg, mit dem er auf jeden Fall rechnete, einen Zweifrontenkrieg Deutschlands zu verhindern.
Das Laden von Kohle lief unter schwierigsten Umständen ab. Wegen der hohen Dünung wurde die Kohle mit kleinen Booten von den Frachtern zu den Kriegsschiffen gebracht. Die Boote mussten von Hand be- und entladen werden. Ein Schiff aus Kapstadt brachte englische Zeitungen mit, die Roschestwenski mit Neuigkeiten versorgte. Sie schrieben von der japanischen Eroberung der Höhe 203. Er fragte einen seiner Offiziere, Vladimir Semenov, der Port Arthur kannte, nach der Bedeutung der Meldung. Semenov antwortete, dass das Erste Pazifik-Geschwader höchstwahrscheinlich nicht mehr existierte, weil von der Höhe aus der Hafen zu sehen war und das Feuer der Belagerungsartillerie direkt geleitet werden konnte. Seine Vorgesetzten in St. Petersburg hatten ihn nicht informiert. Er hatte auch wieder Warnungen erhalten, dass in Kapstadt mit Torpedorohren ausgestattete Schoner warteten. Er schickte das Hospitalschiff Orel nach Kapstadt vor, um gesicherte Informationen zu erhalten, Zeitungsartikel reichten ihm nicht.

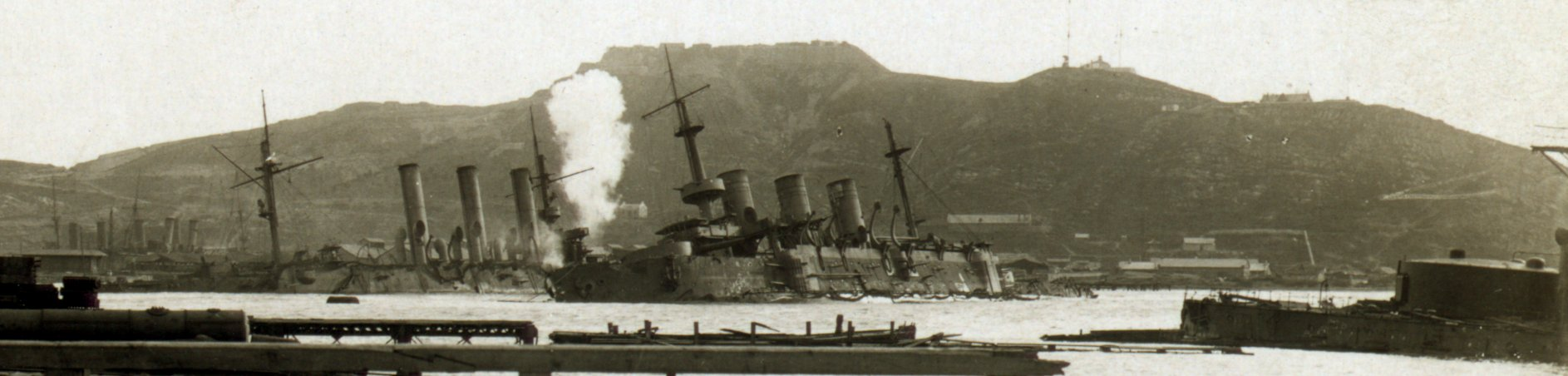
Kreuzer Pallada (links) und Linienschiff Pobeda versenkt in Port Arthur

Am 17. Dezember ließ er in der Lüderitzbucht die Anker lichten. Er hatte vor, ohne Zwischenstopp nach Sainte Marie/Madagaskar, dem Treffpunkt mit Admiral Fölkersahm, zu fahren und hatte deshalb so viele Kohlen geladen, wie es der Ingenieur Politowski gerade noch verantworten konnte. Der fragte den Navigationsoffizier, wie das Wetter werden würde, denn sie fuhren durch milchigen Nebel. Die Antwort war kurz: „Orkan.“ Es stimmte, bis zu 12 m hohe Wellen waren keine Seltenheit in dem Sturm am Kap der Guten Hoffnung an der Südspitze Afrikas, vom Entdecker Bartolomeu Dias 'Kap der Stürme' genannt. Dieser Sturm hatte allerdings den Vorteil, dass Roschestwenski sich keine Sorgen um torpedotragende Schoner machen musste, die würden bei so einem Sturm nicht fahren und dass die Geschwindigkeit des Geschwaders durch den Rückenwind erhöht wurde. Am 27. Dezember erreichten sie die Südspitze Madagaskars und am 29. die Insel Ste. Marie, wo sie Admiral Fölkersahm treffen wollten. Sie ankerten an der Südspitze der Insel. Admiral Fölkersahm war nicht da, aber die Orel mit neuen Nachrichten aus Kapstadt hatte sie eingeholt. Roschestwenski las, was er schon wusste, das Erste Pazifik-Geschwader war versenkt und Port Arthur war gefallen. Er las auch, was er noch nicht wusste, aber befürchtet hatte, das Dritte Pazifik-Geschwader unter Admiral Nebogatov mit den Schiffen, die Roschestwenski abgelehnt hatte, sollte sich demnächst von Libau aus auf den Weg machen.

### Admiral von Fölkersahm
Am 3. November, einen Tag vor Roschestwenskis Ankunft, hatte Admiral von Fölkersahm mit seinem Geschwader Tanger verlassen. Er litt an Krebs und es gab keine Heilung. Seine meiste Kraft musste er gegen seine Krankheit aufwenden. Er war gutmütig aber in Verbindung mit seiner Krankheit war seine Toleranz desaströs. Er erlaubte alles, auch Trinkgelage an Bord. Am 10. November legte er in Souda auf Kreta an. 1897 war die Sissoi Weliki schon einmal in Souda gewesen und durch die Explosion im achteren Turm kamen damals 21 Menschen ums Leben. Jetzt kam das Unglücksschiff wieder, brachte dieses Mal zwar kein Unglück – aber auf jeden Fall brachte sie Ärger. Fölkersahm hatte seinen Leuten Landgang erlaubt und die betranken sich und gerieten in einen Streit mit Einheimischen, unter denen es Tote gegeben haben sollte. Die Nachrichtenagentur Reuters schlachtete das Vorkommnis weidlich aus, die Russen seien nicht nur an Bord ihrer Schiffe gefährlich, sondern auch an Land.
Nach diesem traurigen Ereignis, das allerdings keine Folgen gehabt zu haben scheint, fuhr Fölkersahm in Richtung Suezkanal. Er hatte die Befürchtung in einen japanischen Hinterhalt im Roten Meer zu laufen. Diese Angst war unnötig, denn der russische Außenminister Wladimir Lamsdorf hatte mit dem britischen Botschafter Charles Hardinge Gespräche geführt und dieser hatte ihm versichert, dass britische Streitkräfte im Mittelmeer, im Suezkanal und im Roten Meer dafür sorgen werden, dass sich kein japanisches Schiff dem russischen Verband näherte. Auch Großbritannien hatte kein Interesse an einer zweiten Doggerbank Affäre. Fölkersahms Flotte fuhr also unbehelligt durch den Kanal und begleitet vom britischen Kreuzer HMS Hermione nach Dschibuti am Indischen Ozean. Dschibuti war die Hauptstadt der Französischen Somaliküste und Japan protestierte gegen die Bekohlung des Fölkersahmschen Geschwaders wegen Bruchs der Neutralität. Der Chef des Marinestabes in St. Petersburg Admiral Wirenius informierte Fölkersahm, der antwortete, dass er noch nichts davon wisse und dass sich die Kohlenschiffe beeilen sollten. Außerdem informierte Wirenius Fölkersahm, dass, wegen japanischer Proteste, Frankreich die russischen Flotten nicht in Diego Suárez dulden konnte und sie deshalb nach Nosy Be fahren sollten. Fölkersahm protestierte aufs Schärfste und wies auf die nicht ausreichende Vermessung der Gewässer der Insel hin. Wirenius befürchtete eine Befehlsverweigerung und holte sich Hilfe beim Marineminister Avellan, der Fölkersahm einen eindeutigen Befehl gab und Fölkersahm gehorchte unter Protest. Am 28. Dezember liefen seine Schiffe sicher in Nosy Be ein.

### Nosy Be

Nosy Be bei Madagaskar (2014)

Noch bevor die Orel ihn erreichte, schickte Roschestwenski den Schlepper Rus nach Tamatave, um St. Petersburg über seinen Standort zu informieren und von dort Nachrichten zu erhalten. Als der Schlepper mit den Nachrichten zurückkehrte, war er nicht überrascht zu hören, dass Port Arthur kapituliert hatte, was er schon bei seiner Abfahrt vorhergesagt hatte. Schockiert war er eher darüber, dass er nach Nosy Be laufen sollte. Und er war entsetzt, dass Klados Ansicht sich durchgesetzt hatte und das Dritte Geschwader auf dem Weg war. Der Zar hatte sich schwer getan mit der Entscheidung das Dritte Geschwader zu schicken. Auch sein Onkel, Großfürst Alexei Romanow, Befehlshaber der Marine, hielt nicht viel von Klado, den er als 'Zeitungshelden' bezeichnete. Zu der Zeit war Klado aber wegen der Artikel, die er ständig veröffentlichte, der populärste Mann in Russland und so stimmte ihm der Zar schließlich zu. Erstaunlich nur, dass niemand zu erwarten schien, dass Klado seinen Dienst auf der Suworow wieder aufnahm, was seine eigentliche Aufgabe war.
Es gab noch ein Problem, Admiral Nikolai Skrydlow war gerade zum Oberbefehlshaber der Pazifikflotte gemacht worden und müsste Admiral Roschestwenski ablösen. Wie immer wusste der Zar nicht, was er tun sollte. Admiral Skrydlow erwartete, das Kommando schon zu übernehmen, sobald die Flotte Südasien erreicht hatte und bat um ein Treffen, allerdings ohne darzulegen, wie er von Wladiwostok aus durch die von Japan beherrschte See kommen wollte. Für Marineminister Avellan war die Entscheidung ebenfalls zu schwer und er schickte Roschestwenski die Anfrage unkommentiert. Roschestwenski verabscheute Skrydlow wegen seiner Inkompetenz und antwortete: „Treffen am 2. Februar in der Sundastraße.“ Diese Antwort war als sarkastischer Scherz gedacht. Er lud noch Kohle, bevor er an die Nordspitze Madagaskars nach Nosy Be fuhr. Er lud 2.500 t an Stelle der offiziell genehmigten 1.100 t.
Roschestwenski machte sich dann auf den Weg nach Nosy Be zu Fölkersahm. Die Fahrt war nicht ungefährlich, die Karten waren nicht zuverlässig, viele Riffe waren mit 'unsicher' oder 'P.D' = 'Position Doubtful' (Position zweifelhaft) gekennzeichnet. Am 8. Januar traf er vor Nosy Be ein, er blieb auf See und unter Dampf. Er befahl Fölkersahm zu sich und erfuhr, dass seine Schiffe keine Kohlen übernommen hatten, denn er hatte den Offizieren während der Arbeit Landurlaub gegeben und die Aufsicht bei der Beladung den Offizieren der Hamburg-Amerika Linie übertragen, von denen die russischen Matrosen keine Befehle entgegennahmen. Außerdem hatte Fölkersahm sich auch nicht um die Reparatur der Maschinen seiner Schiffe gekümmert und die Havarien nur oberflächlich ausbessern lassen. Roschestwenski griff hart durch, jede Befehlsverweigerung wurde als Meuterei angesehen und nach Kriegsrecht bestraft und jede geringste Störung musste ihm gemeldet werden. Am nächsten Morgen luden alle Schiffe Kohlen und innerhalb von 5½ Tagen wurden 50.000 t Kohle geladen. Nosy Be war seit Admiral Fölkersahm mit seiner Flotte vor Ort war, sehr gewachsen. Es gab Lokale, Geschäfte mit überteuerten Waren und Bordelle. Da Fölkersahm seinen Mannschaften alles erlaubte, florierten diese Geschäfte auch. Dann kam Roschestwenski und die Freiheiten der russischen Mannschaften endeten abrupt. Die Männer auf den russischen Transportern wurden dem Militärrecht unterstellt und jede 'private Initiative' wurde verboten. Außerdem gab es nachts Alarmübungen und tagsüber einen kräftezehrenden Dienst. Er setzte den Auslauftermin auf den 20. Januar und plante 40 Tage später durch die Straße von Tsushima zu laufen.
Am 18. Januar wollte er mit dem Supercargo der Hamburg-Amerika Linie den nächsten Treffpunkt zum Bekohlen ausmachen. Doch der sagte ihm, dass er von seiner Konzernzentrale aus Hamburg den Befehl erhalten habe, Madagaskar nicht zu verlassen, weil eine Fahrt ins Kriegsgebiet nicht gestattet werden könnte. Den Hinweis, Roschestwenskis, dass es zu einem Prozess des Russischen Reiches mit der Hamburg-Amerika Linie kommen könnte, wies der Supercargo zurück, nicht mit dem Russischen Reich, sondern mit einer St. Petersburger Firma sei der Vertrag geschlossen worden. Roschestwenski war klar, dass ein Minister oder Beamter in St. Petersburg eine befreundete Firma vorgeschoben hatte, um eine Vermittlungsprovision zu kassieren. Weiterhin erfuhr er, dass ein Vertreter der Hamburger Reederei schon auf dem Weg nach Madagaskar war. Das hieß, das die Marine in St. Petersburg schon länger von dem Problem wusste, ihn nur nicht informiert hatte. Am 28. Januar kam der Vertreter aus Hamburg in Madagaskar an und am 23. Februar bekam Roschestwenski endlich die Meldung, dass die Kohlendampfer die Flotte bis 12° nördlicher Breite begleiten durften. Roschestwenski begann dann, taktische Übungen durchzuführen. Das Schießen mit scharfer Munition musste er nach drei Malen, am 31. Januar, 1. Februar und am 7. Februar einstellen, er bekam den Befehl, Munition zu sparen, weil in Wladiwostok Munitionsmangel herrschte. Er beschränkte sich auf taktische Übungen.
Zur gleichen Zeit erhielt er die Nachricht, dass Admiral Nebogatow Libau verlassen hatte. Zusammen mit der Nachricht wurde er aufgefordert, die japanische Flotte zu vernichten, die Seeherrschaft im Japanischen Meer zu übernehmen und die japanischen Truppen von ihrem Mutterland abzuschneiden. Roschestwenski meldete zurück, dass sein Geschwader diese Aufgaben nicht erfüllen könnte, dass die 'Verstärkung' eine zusätzliche Belastung darstellte und er plane, nach Wladiwostok durchzubrechen, um von dort aus den Kampf aufzunehmen. Er erhielt keine Antwort aus St. Petersburg.

## Von Madagaskar in den Untergang

### Indischer Ozean
Am 12. März 1905, während der Bekohlung, erhielt Roschestwenski die Nachricht von der Schlacht bei Mukden. Japan hatte gesiegt, die russischen Truppen waren auf dem Rückzug. Trotzdem erhielt er keinen Befehl zur Umkehr. 'Bis unter beide Ohren' mit Kohle befüllt, lichtete er am 16. März 1905 um 3 Uhr nachmittags die Anker und lief in den Indischen Ozean. Während der Fahrt hielt der Admiral weiter Übungen ab, wie Formationswechsel von Marsch- in Gefechtsformation und auch Schießübungen ohne Munition zu verbrauchen. Roschestwenski fuhr auch nachts unter voller Beleuchtung, die Gefahr, dass die Schiffe sich in der Dunkelheit rammten war größer, als die Gefahr entdeckt zu werden. Völlig zu Recht nahm er an, dass Admiral Tōgō nicht in den Indischen Ozean fahren würde, um ihn zu suchen. Die Chancen, die russische Flotte zu finden, war zu gering. Tōgō wusste, dass Roschestwenski zu ihm kommen musste.
Das russische Geschwader war der erste Marineverband, der eine Bekohlung auf offener See durchführte. Es gab keine Alternative, als in starker Dünung in Höhe des Äquators diese Arbeit durchzuführen. Seit Roschestwenski Nosy Be verlassen hatte rätselte die Welt, welchen Weg er ins Südchinesische Meer nehmen würde. Er hatte viele Möglichkeiten, die wahrscheinlichste, nach Ansicht der Marineexperten, war der Weg durch die Sundastraße zwischen Sumatra und Java, die den Vorteil bot, kurz und deshalb wenig Möglichkeiten für japanische Hinterhalte bot. Auch über einen Kurs weiter südlich an Lombok und Borneo vorbei wurde diskutiert, der britische Admiral Edmund Fremantle, ehemaliger Oberkommandierender der Royal Navy, brachte sogar eine Reise um Australien herum zur Sprache. Die unwahrscheinlichste Variante war die Straße von Malakka zwischen dem asiatischen Festland und Sumatra, denn die war rund 500 sm (930 km) lang und an der schmalsten Stelle etwa 20 sm (38 km) breit. Die danach zu durchfahrende Straße von Singapur war noch enger. Die Marineführung in St. Petersburg vermutete die Sundastraße und die russische Presse verkündete es natürlich. Sollte Admiral Tōgō tatsächlich daran gedacht haben, die russische Flotte in fremden Gewässern anzugreifen war das eine wichtige Information und in Russland sicherlich als 'Geheim' eingestuft.
Am 5. April 1905 fuhr Roschestwenski von Norden in die Straße von Malakka. Dass Sumatra eine niederländische Kolonie war, interessierte ihn nicht mehr, seit er im Indischen Ozean begonnen hatte Kohlen auf hoher See zu übernehmen, musste er nirgends mehr anlegen. Am 8. April passierte das Geschwader Singapur und setzte seinen Weg ins Südchinesische Meer fort. Der überraschte russische Konsul in Singapur raffte eilig alle Zeitungen zusammen, die er bekommen konnte, bestieg ein Dampfboot und folgte dem Geschwader. Die Zeitungen übergab er einem Torpedoboot und hielt weiter auf das Flaggschiff zu. Mit einem Megaphon rief er seine Meldungen zur Brücke, die wichtigste zuletzt: Nebogatow hatte am 7. April Dschibuti verlassen. Noch hatte Roschestwenski keinen Befehl erhalten auf ihn zu warten und er plante, noch einmal vor der vietnamesischen Küste Kohlen zu übernehmen, und dann direkt nach Wladiwostok durchzubrechen. Er hatte nicht die Absicht auf Nebogatow zu warten, auch wenn er damit das Dritte Pazifik-Geschwader der Vernichtung preisgab, weil die veralteten Schiffe keine Chance gegen eine moderne Flotte hatten. Nördlich von Singapur bekamen die Torpedoboote noch einmal Kohlen, dann wurden die deutschen Kohlenschiffe nach Norden zur Cam Ranh Bay geschickt, wo er die letzte Bekohlung geplant hatte.
Admiral Nebogatow, der noch den Indischen Ozean durchquerte, fragte in St. Petersburg nach, wo er sich mit Roschestwenski treffen sollte, er wisse nicht, wo der sich aufhalte. In St. Petersburg wusste man ebenso wenig. Die letzte Meldung war aus Singapur. So fuhr auch er durch die Straße von Malakka und erreichte am 1. Mai ebenfalls Singapur. Der russische Konsul konnte ihm allerdings keine Neuigkeiten über Roschestwenski mitteilen und so fuhr auch Nebogatow weiter nach Norden. Die Holländer waren froh, als auch er aus ihren Kolonialgewässern verschwand, denn sie wünschten sich keine Seeschlacht zwischen Japanern und Russen bei ihren Kolonien.

### Cam Ranh Bay

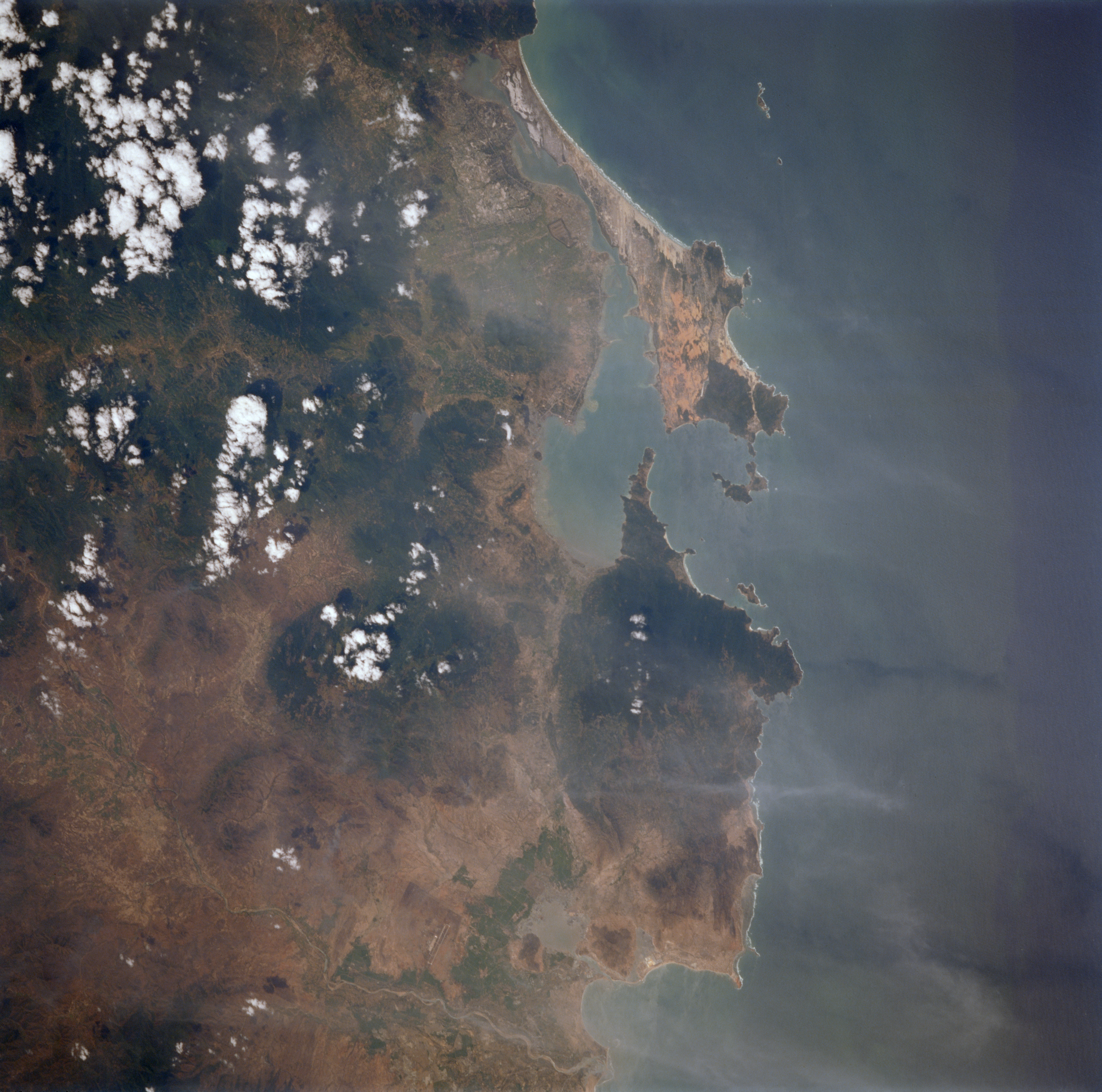
Bucht von Cam Ranh (Satellitenaufnahme 1996)

Am 11. April, inzwischen vor der vietnamesischen Küste, schickte Roschestwenski das Lazarettschiff Orel mit Nachrichten für St. Petersburg nach Saigon. Er ließ den drei Entscheidungsträgern, dem Zaren, dessen Onkel und dem Marineminister mitteilen, dass er 300 sm (550 km) südlich der Cam Ranh Bay war und beabsichtige, dort auf Befehle zu warten. Cam Ranh war eine Tiefwasserbucht mit einer Länge von zwanzig Kilometern von Norden nach Süden und zehn Kilometern Breite. Es galt als der beste Tiefwasserhafen Südostasiens, perfekt für jede Armada.
Am 12. April, 60 sm (111 km) vor der Bucht von Cam Ranh ließ Roschestwenski stoppen und Kohlen nehmen. Manche fragten sich, warum er nicht wartete, bis das Geschwader in der großen Bucht mit geringerem Seegang war. Die meisten allerdings waren sich sicher, dass es nur bedeuten konnte, dass Roschestwenski auf direktem Weg nach Wladiwostok durchbrechen wollte, ohne die Cam Ranh Bay anzulaufen. Alles wies darauf hin, die Schiffe sollten ihre Maschinen durchsehen, ob sie für eine Fahrt von etwa 2.500 sm (etwa 4.500 km) bereit wären. Er studierte mit dem Navigationsoffizier des Geschwaders die Seekarten nach Wladiwostok. Kurz sprachen sie darüber, zwischen Formosa (heute Taiwan) und den Philippinen hindurch und östlich an Japan vorbeizufahren. Für diese Strecke würde der Kohlenvorrat aber nicht reichen, denn Roschestwenski plante, die Trossschiffe bei Formosa zurückzulassen. Also blieb die kürzeste Strecke durch das Ostchinesische Meer, an Tsushima vorbei ins Japanische Meer und nach Wladiwostok. Und noch hatte er keinen Befehl auf Nebogatow zu warten. Um ein Uhr forderte er von seinen Schiffen eine Meldung über die an Bord befindliche Kohlenmenge. Eigentlich eine überflüssige Meldung, denn alle Schiffe hatten ihre Kohlenvorräte bereits am Morgen vor Beginn des Ladens signalisiert. Die Schiffe signalisierten ihren Kohlebestand, alle 100 t bis 150 t mehr als am Morgen, nur von der Alexander III. war noch keine Meldung eingegangen. Als nach einer Aufforderung die Meldung kam, war sie ein Schock für Roschestwenski: Die Alexander III. meldete 300 t weniger als vor Beginn der Arbeit, also fehlten dem Schiff am Morgen 400 t.
Es stellte sich heraus, dass bei den letzten fünf Kohleübernahmen seit Nosy Be nie der alte Bestand gemessen worden war, sondern nur der geschätzte Verbrauch vom Vortagesbestand abgezogen worden war, pro Übernahme eine Fehlschätzung von 80 t = 400 t. Jetzt war auch klar, warum die Alexander III. immer den Rekord bei der Kohlenübernahme gewonnen hatte. Die Differenz zu laden würde zwei bis drei Tage dauern und Roschestwenski verwarf seinen Plan, sofort auf dem schnellsten Weg nach Wladiwostok durchzubrechen. Dass die fehlenden Kohlen auf der Alexander III. der Hauptgrund für die Aufgabe seines Plans war, ist nicht sicher. Roschestwenski hat nie darüber gesprochen.
Am nächsten Tag erreichte die Flotte die Bucht von Cam Ranh. Die russischen Zerstörer suchten die Bucht nach Minen ab, die Linienschiffe und Kreuzer luden Kohlen. Danach liefen auch die großen Schiffe in die Bucht und gingen vor Anker. Der französische Außenminister Théophile Delcassé hatte natürlich von der Ankunft Roschestwenskis in Indochina, damals französische Kolonie, erfahren. Vor etwas mehr als einem Jahr hatte er mit Großbritannien die Entente cordiale geschlossen. Dieses Abkommen betraf zwar nur die Grenzziehung zwischen den Kolonien der beiden Staaten in Afrika, sollte aber auf keinen Fall gefährdet werden und so schickte Delcassé Konteradmiral de Jonquieres zur Cam Ranh Bay. Am 15. April 1905 tauchte er auf dem kleinen Kreuzer Descartes vor der Bucht auf. Noch geschah nichts, nur gegenseitige Besuche und de Jonquieres fuhr wieder ab. Kurz danach erlitt Admiral Fölkersahm auf der Oslajabja einen Schlaganfall und lag in seiner Kabine, unfähig zu arbeiten.
Am 21. April tauchte de Jonquieres erneut auf und verlangte von Roschestwenski jetzt innerhalb von 24 Stunden auszulaufen. Gleichzeitig erhielt Roschestwenski den Befehl aus St. Petersburg, sich vor der Küste Annams mit dem Geschwader von Admiral Nebogatow zu vereinen und mit ihm nach Wladiwostok zu laufen. Gleichzeitig wurde er aufgefordert, dem Hafen von Wladiwostok nicht zur Last zu fallen, denn dort herrsche Mangel an Material, Lebensmitteln und Kohlen, da die Transsibirische Eisenbahn den Ort nicht ausreichend versorgen könne. Auf einer Konferenz mit seinen Kapitänen erklärte Roschestwenski, er würde vor der Küste auf Nebogatow warten, bis der Kohlebestand auf die Menge geschrumpft war, die er benötigte, um Wladiwostok zu erreichen. Dann würden sie aufbrechen, ob Nebogatow da sei oder nicht. In dieser Nacht vom 21. auf den 22. April 1905 wurden die deutschen Kohleschiffe entladen und nach Hamburg zurückgeschickt. Am Morgen machte sich Roschestwenski mit den Kriegsschiffen auf den Weg zur Bucht von Van Phong, etwa 40 sm (72 km) nördlich und ankerte dort. Kurz darauf bestand Frankreich darauf, dass auch die Transporter die Bucht verlassen sollten. Also ankerten auch sie am 26. April in der Van Phong Bucht und feierten am 30. April 1905 das russische Osterfest. Die Mannschaften und Offiziere erlebten die orthodoxe Ostermesse in zerrissenen Uniformen und viele barfuß, denn die Marineverwaltung im fernen St. Petersburg hatte nie daran gedacht, Ersatz zu schicken.
Obwohl es in der Van Phong Bucht keine kolonialen, französischen Niederlassungen und keine Kabelverbindung gab, konnte man drei Tage später darüber in den Saigoner Zeitungen lesen. Admiral de Jonquieres, dieses Mal mit dem Leichten Kreuzer Guichen, machte sich langsam auf den Weg und erst am 2. Mai überbrachte er die französische Forderung. Am 3. Mai lief das russische Geschwader aus und de Jonquieres bezeugte es. Allerdings lief es am 4. Mai wieder in die Bucht. Japan und dieses Mal auch Großbritannien protestierten. Am 8. Mai kam die Guichen wieder und vertrieb Roschestwenski von seinem Liegeplatz. Der hatte mittlerweile die Nachricht erhalten, dass Nebogatow schon in der Nähe war und wartete jetzt auf offener See.
Nachdem Roschestwenski in der Nacht noch einmal Kohlen von seinen eigenen Transportern übernommen hatte, verließ er die Bucht. Im Laufe des 9. Mai 1905 empfing er plötzlich russische Funksignale, die nicht von seinem Geschwader stammten. Es musste Nebogatow sein und er musste in der Nähe sein, denn die Funkgeräte der Firma Slaby-Arco, mit denen sein Geschwader ausgerüstet war, hatten nicht die versprochene Reichweite. Am frühen Nachmittag tauchten zuerst die Rauchsäulen und dann auch die Masten und die Schiffe am Horizont auf. Obwohl sie vor ihnen davongelaufen waren, ergriff eine große Freude das gesamte Geschwader, es waren keine alten und schwachen Schiffe, es war ein Gruß aus der Heimat.
Nebogatow ließ sich auf die Suworow übersetzen und begann mit Roschestwenski den Plan für die Weiterfahrt zu erstellen, während die Schiffe, wie immer, Kohlen luden. Dieses Mal für die letzte Etappe. Die Schiffe Nebogatows benötigten auch noch eine Überholung der Maschinen. Der Zar sandte einen Glückwunsch an Nebogatow, als er von dem Zusammentreffen erfuhr. Aber Nebogatows Unabhängigkeit war zu Ende, er war jetzt ein Untergebener Roschestwenskis und der meldete, dass nach Überholung und Reparaturen die Fahrt weitergehen würde. Am 14. Mai lichtete die reorganisierte und hoffentlich verstärkte Flotte die Anker und verließ die Küsten Indochinas.
Admiral Roschestwenski und Admiral Nebogatow waren überein gekommen, dass der Weg durch die Koreastraße der beste war, um nach Wladiwostok zu gelangen. Es war die kürzeste Strecke, sie war mit den vorhandenen Kohlenreserven zu bewältigen, sie stellte keine besonderen navigatorischen Ansprüche wie sie die alternativen Wege durch die La-Pérouse-Straße zwischen Sachalin und Hokkaidō und durch die Tsugaru-Straße zwischen Hokkaidō und Honshū verlangten und die auch erst nach einer Fahrt um Japan herum durchfahren werden konnten.

### Admiral Tōgō

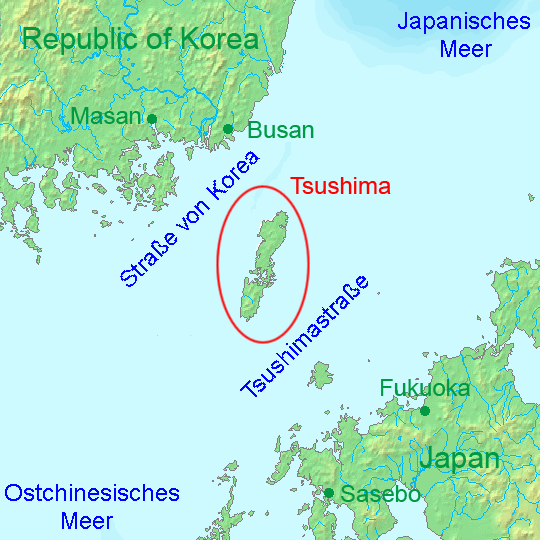
Die Koreastraße mit Tsushima und Masan

Admiral Tōgō musste verhindern, dass Roschestwenski Wladiwostok erreichte. Auch eine Flotte, die untätig im Hafen lag, konnte als sogenannte 'Fleet-in-being' durch ihre reine Anwesenheit Verhandlungen beeinflussen. Dass der Krieg mit Russland nur durch Verhandlungen zu beenden war, war ihm klar, denn niemals könnte ganz Russland erobert werden. Eine starke Flotte, noch immer war die russische Flotte seiner zahlenmäßig überlegen, war ein Trumpf bei Friedensverhandlungen. Für die Zukunft Japans war es also fundamental wichtig, der russischen Flotte eine vernichtende Niederlage beizubringen.
Als Realist gab er nichts auf die in der russischen Presse offen diskutierten Wege um Japan herum durch eine der Meerengen im Norden, die Tsugaru-Straße war auch bereits vermint. Der direkte Weg war der beste und die Chance unbemerkt durch die Meerenge zwischen Korea und Kyūshū zu schlüpfen und damit an seiner Flotte vorbeizukommen, waren nicht schlecht, denn im Frühling herrscht in der Koreastraße häufig dichter Morgennebel und Tōgō konnte nicht jede Quadratmeile besetzt halten. Allerdings bestand die Flotte Roschestwenskis aus geschätzten 40 bis 50 Schiffen, die in einer Gefechtsbereiten Ordnung fahren mussten, um im Falle einer Schlacht nicht in einer unterlegenen Formation überrascht zu werden und möglicherweise unter Beschuss sich formieren zu müssen. Das bedeutete, dass schon die Kolonne aus den 14 Großkampfschiffen mehrere Kilometer lang sein würde und damit die Möglichkeit, gesichtet zu werden hoch war. Er konnte also nichts tun als seine Flotte in Bereitschaft zu halten und sich auf seine Aufklärer zu verlassen.
Außerdem verfolgte er die Presse. Die internationale Presse meldete alles, was sie über das russische Geschwader erfuhr. Ebenso tat es die russische Presse, die sich schon seit Beginn der Operation besonders ausführlich mit dem Geschwader befasste. Er versammelte seine Flotte im Bezirk Chinkai im Süden Koreas (鎮海警備府, Chinkai Keibifu) bei der Stadt Masan und führte umfangreiche Manöver in der Straße von Tsushima durch. Tōgō ließ auch das erwartete Kampfgebiet in Planquadrate einteilen, um die Navigation im Falle einer Sichtung zu vereinfachen. Es machte komplizierte Positionsberechnungen überflüssig, es reichte eine Zahl.
Tōgō trainierte auch Taktiken, z. B. Crossing the T (丁字戦法, Chouji) und den Kontermarsch (乙字戦法, Otsu Ji). Die 9. Torpedoboot Division sollte einen Torpedoangriff gegen die russischen Hauptstreitkräfte führen. Auf diese Aktion wurde später verzichtet, ebenso wie auf den Einsatz der japanischen Akatsuki, dem ehemals russischen Zerstörer Reshitel'nyi, der in der Schlacht im Gelben Meer erbeutet worden war und der jetzt als vermeintlich russisches Schiff für Verwirrung sorgen sollte. Kurz nach Mitternacht des 26. ging im kaiserlichen Hauptquartier die Information ein, dass am Abend des 25. sechs von der Baltischen Flotte getrennte Kohletransporter in Shanghai eingetroffen seien. Unter Berücksichtigung der Positionsberechnungen schätzte Tōgō, dass sich die Ostseeflotte am Abend des 25. noch immer südlich von Kyushu befand, und er beschloss, in Masan auslaufbereit zu sein, bis die Ostseeflotte entdeckt wurde.

### Der Weg nach Tsushima
Am 18. Mai hielten Roschestwenskis Hilfskreuzer den britischen Dampfer Oldhamia, der auf dem Weg nach Nagasaki war, an und untersuchten ihn auf Konterbande. Ein Besatzungsmitglied sagte, es seien Kanonen unter den Fässern mit Öl für Lampen an Bord. Diese konnten bei einer Suche zwar nicht gefunden werden, aber schon das Öl betrachteten die Russen als verbotene Waren. Sie nahmen die Besatzung fest und schickten das Schiff um Japan herum nach Wladiwostok. Am 17. Juni lief die Oldhamia in der La-Pérouse-Straße bei der Insel Iturup im Nebel auf ein Riff und ging verloren.
Roschestwenski musste im Gegensatz zu Tōgō festlegen, wer ihm als Geschwaderführer folgte, sollte er fallen oder die Suworow versenkt werden. Die normale Abfolge war, dass zuerst Admiral Fölkersahm die Führung übernehmen würde, danach Admiral Nebogatow und schließlich Admiral Enkwist. Roschestwenski traute nur Admiral Fölkersahm zu, ihn zu vertreten, aber der lag im Sterben. Die Lösung war eine stille Revolution, sollte die Suworow nicht mehr in der Lage sein, das Geschwader zu führen, sollte die Alexander III folgen, danach die Borodino dann die Orjol. Also wurden die Kapitäne der vier modernsten Linienschiffe den Admirälen vorgezogen. Ein Platz zum Sammeln nach der zu erwartenden Schlacht wurde nicht vereinbart, es war nicht nötig, wenn sich die Schiffe wieder sammelten, war es in Wladiwostok. Diesen Befehl gab er am 20. Mai.
Roschestwenski fuhr zwischen Formosa und den Philippinen hindurch und nahm Kurs auf die Koreastraße. Abgesehen von den üblichen Havarien verlief die Fahrt gut. Die alten Schiffe Nebogatows schnitten dabei nicht schlechter ab, als die Neubauten Roschestwenskis. Am 22. Mai befand sich das Geschwader auf dem 25. Breitengrad westlich von Miyako-jima und Okinawa Hontō. Er wollte von seinen Transportern noch einmal Kohlen übernehmen, aber die Dünung verhinderte es. Der Geschwaderchef ordnete Manöver an, er wollte sehen, was die Division Nebogatows leisten konnte. Er stand auf der Brücke der Suworow und musste erkennen, dass die einzige Formation, die gelang, die des regellosen Haufens war. Aber es war zu spät, um diese Dinge zu trainieren, Das war in der Ostsee wegen der Eile des Aufbruches versäumt worden und hätte Monate gedauert.
Am 23. Mai wurde die Kohlenübernahme nachgeholt. Admiral Roschestwenski sagte, es sei die letzte Kohlenübernahme vor Wladiwostok. Die Nachricht sorgte für freudige Bereitschaft auf den Schiffen und jetzt war auch allen klar, dass ihre Fahrt durch die Koreastraße führen würde. Der schweigsame Admiral hatte es bisher nur den höheren Offizieren mitgeteilt. Am 25. Mai befand sich die Flotte nur etwa 90 sm (160 km) östlich von Shanghai und Roschestwenski schickte die Transporter Yaroslavl, Vladimir, Kuronia, Voronezh, Livonia und Meteor sowie die Hilfskreuzer Rion and Dnjepr in den neutralen Hafen. An Bord der Dnjepr war noch die Crew der Oldhamia, die vorher noch an ein anderes Schiff abgegeben wurde. An diesem 25. Mai starb Admiral Fölkersahm auf der Osljabja. Roschestwenski hielt die Nachricht vor den Mannschaften geheim, er wollte kein abergläubisches, schlechtes Omen und ließ die Flagges des Admirals am Großmast des Schiffes wehen. Der Kapitän der Osljabja Baer übernahm das Kommando über die 2. Division und tat, als würde der bettlägerige Fölkersahm weiterhin die Befehle geben. Sie nahmen Kurs auf die Koreastraße.
Der 26. Mai dämmerte mit stürmischer See, Regen und dichtem Nebel. Die Sichtweite betrug unter 3 sm (5 km). Die Flotte fuhr langsam. Es war ein Freitag und einige meinten, Roschestwenski sei abergläubisch und würde keine Schlacht an einem Freitag, dem 13. (nach Julianischem Kalender) beginnen, andere meinten, er wolle eine Schlacht am 14. Mai (julianisch) dem Jahrestag der Krönung Nikolaus des II. Der wahre Grund für die langsame Fahrt war ein Maschinenschaden auf der Admiral Senjawin.
Admiral Tōgō hatte schon an diesem 26. Mai erfahren, dass die russischen Transporter in Shanghai eingelaufen waren und zog auch den richtigen Schluss, dass Roschestwenski sich auf den Durchbruch vorbereitete. Er errechnete einen Treffpunkt aus dem günstigsten Kurs und der angenommenen Marschgeschwindigkeit, plante seine Attacke schickte seine Aufklärer in See. Diese suchten zunächst weiter nördlich, weil Tōgō nichts von dem Maschinenschaden und der dadurch reduzierten Geschwindigkeit wusste. Noch lag die japanische Flotte in Masan an der koreanischen Südküste. In der Nacht auf den 27. Mai um 02:45 japanischer Zeit sah der Hilfskreuzer Shinano Maru die Lichter der russischen Orel, die die Beleuchtung als Hospitalschiff eingeschaltet haben musste. Um 04:55 Uhr schickte Kapitän Narikawa von der Shinano Maru die Nachricht: „Feind im Planquadrat 203. Scheint auf den Ostkanal (von Tsushima) zuzusteuern.“ an den Kreuzer Itsukushima, der sie an Admiral Tōgō weiterleitete. Um 05:00 fing die russische Flotte Funksignale auf, die ihnen zeigten, dass sie entdeckt worden waren und japanische Spähkreuzer sie beschatteten. Admiral Tōgō verließ Masan um 05:05 mit 14 kn (16 km/h) und traf am Mittag des 27. Mai auf die russische Flotte.

## Seeschlacht bei Tsushima
Die Seeschlacht bei Tsushima fand vom 27. Mai 1905 bis zum folgenden Tag statt. Sie endete mit einer vernichtenden Niederlage der russischen Seite und war vorentscheidend für den Ausgang des Russisch-Japanischen Krieges.
Von den 25 russischen Kriegsschiffen wurden insgesamt 21 versenkt, erobert oder so schwer beschädigt, dass sie aufgegeben werden mussten. Während der Schlacht wurden 4.830 russische Seeleute getötet und viele weitere zum Teil schwer verwundet. Von den überlebenden russischen Offizieren und Matrosen gerieten 5.918 in japanische Gefangenschaft. Unter den Gefangenen waren auch Roschestwenski und Nebogatow. Der Kreuzer Isumrud lief in der Wladimirbucht kurz vor dem Ziel auf ein Riff und wurde von der eigenen Besatzung gesprengt. Die Aurora, die Schemtschug und der schwer beschädigte Kreuzer Oleg konnten sich bis auf die Philippinen durchschlagen, wo alle drei Schiffe im Hafen von Manila interniert wurden. Drei weiteren russischen Schiffen gelang die Flucht in neutrale Häfen, wo sie interniert wurden. Nur wenigen russischen Schiffen – den Torpedobooten Grosny und Brawy sowie Almas – gelang die Flucht nach Wladiwostok.
Im Gegensatz zu den Russen hatte die japanische Flotte vergleichsweise geringe Verluste erlitten. Drei Torpedoboote waren gesunken und 11 weitere Schiffe hatten leichte bis mittlere Schäden erlitten. Insgesamt waren zwischen 110 und 117 japanische Seeleute gefallen und zwischen 587 und 590 verwundet worden.

## Russische Flotte(Zweites und Drittes Pazifik-Geschwader)

### Schlachtflotte
- Erste Division (Vizeadmiral Sinowi Petrowitsch Roschestwenski)
  - Linienschiff Knjas Suworow (Flottenflaggschiff) (Borodino-Klasse) Kapitän 1. Klasse Wassili Ignatius
  - Linienschiff Imperator Alexander III. (Borodino-Klasse) Kapitän 1. Klasse Nikolai Buchwostow
  - Linienschiff Borodino (Borodino-Klasse) Kapitän 1. Klasse Pjotr Serebrennikow
  - Linienschiff Orjol (Borodino-Klasse) Kapitän 1. Klasse Nikolai Yung
  - Geschützter Kreuzer Schemtschug (Isumrud-Klasse) Kapitän 2. Klasse Pawel Lewizki

- Zweite Division (Konteradmiral Dmitri von Fölkersahm)
  - Linienschiff Osljabja (Flaggschiff) (Pereswet-Klasse) Kapitän 1. Klasse Wladimir Baer
  - Linienschiff Sissoi Weliki Kapitän 1. Klasse Manuil Oserow
  - Linienschiff Nawarin Kapitän 1. Klasse Baron Bruno von Vietinghoff
  - Panzerkreuzer Admiral Nachimov Kapitän 1. Klasse Alexander Rodionow
  - Geschützter Kreuzer Isumrud (Isumrud-Klasse) Kapitän 2. Klasse Hans William von Fersen

- Dritte Division (Konteradmiral Nikolai Nebogatow)
  - Panzerschiff Imperator Nikolai I. (Flaggschiff) (Imperator-Aleksandr-II.-Klasse) Kapitän 1. Klasse Wladimir Smirnow
  - Küstenpanzerschiff Admiral Apraksin (Admiral-Uschakow-Klasse) Kapitän 1. Klasse Nikolai Lischin
  - Küstenpanzerschiff Admiral Senyavin (Admiral Ushakov-Klasse) Kapitän 1. Klasse Sergei Grogorjew
  - Küstenpanzerschiff Admiral Ushakov (Admiral Ushakov-Klasse) Kapitän 1. Klasse Wladimir Miklucha

- Erste Kreuzer Division (Konteradmiral Oskar Enkwist)
  - Geschützter Kreuzer Oleg (Flaggschiff) (Bogatyr-Klasse) Kapitän 1. Klasse Leonid Dobrotworski
  - Geschützter Kreuzer Aurora (Pallada-Klasse) Kapitän 1. Klasse Jewgeni Jegorijew, Kapitän 2. Klasse Arkadi Nebolsin
  - Panzerkreuzer Dmitri Donskoi Kapitän 1. Klasse Iwan Lebedew
  - Panzerkreuzer Wladimir Monomach Kapitän 1. Klasse Wladimir Popow

- Zweite Aufklärungsdivision
  - Geschützter Kreuzer Swetlana Kapitän 1. Klasse Sergei Schein
  - Hilfskreuzer Ural Kapitän 2. Klasse Michail Istomin

### Zerstörer-Flottille
- Erste Zerstörer Division
  - Zerstörer Byedovy Kapitän 2. Klasse Nikolai Baranow
  - Zerstörer Bystryy Lieutenant Otto Theodor von Richter
  - Zerstörer Buiny Kapitän 2. Klasse Nikolai Kolomeizew
  - Zerstörer Bravyy Lieutenant Pawel Durnowo

- Zweite Zerstörer Division
  - Zerstörer Blestyashchiy Kapitän 2. Klasse Alexander Schamow
  - Zerstörer Gromky Kapitän 2. Klasse Georgi Kern
  - Zerstörer Grozny Kapitän 2. Klasse Konstantin Andrschiewski
  - Zerstörer Bezuprechny Kapitän 2. Klasse Josif Matussewitsch II
  - Zerstörer Bodryy Kapitän 2. Klasse Pjotr Iwanow

### Transportgeschwader
- Hilfsschiffe
  - Kreuzer Almas (Bewaffnete Yacht eingestuft als Kreuzer der 2. Klasse) Kapitän 2. Klasse Iwan Tschagin
  - Transporter Anadyr Kapitän 2. Klasse Wladimir Ponomarew
  - Transporter Irtuish Kapitän 2. Klasse Konstantin Jegormyschew
  - Werkstattschiff Kamschatka Kapitän 2. Klasse Andrei Stephanow
  - Munitionstransporter Korea Kapitän 1. Klasse Bakanow
  - Flottenschlepper Rus Kapitän 1. Klasse V. V. Perniz
  - Flottenschlepper Svir Ensign Gustav Rosenfeld
  - Lazarettschiff Orel Kapitän 2. Klasse Jakow Lachmatow
  - Lazarettschiff Kostroma Oberst Nikolai Smelski

## Galerie
Admiräle des Zweiten Pazifik-Geschwaders:

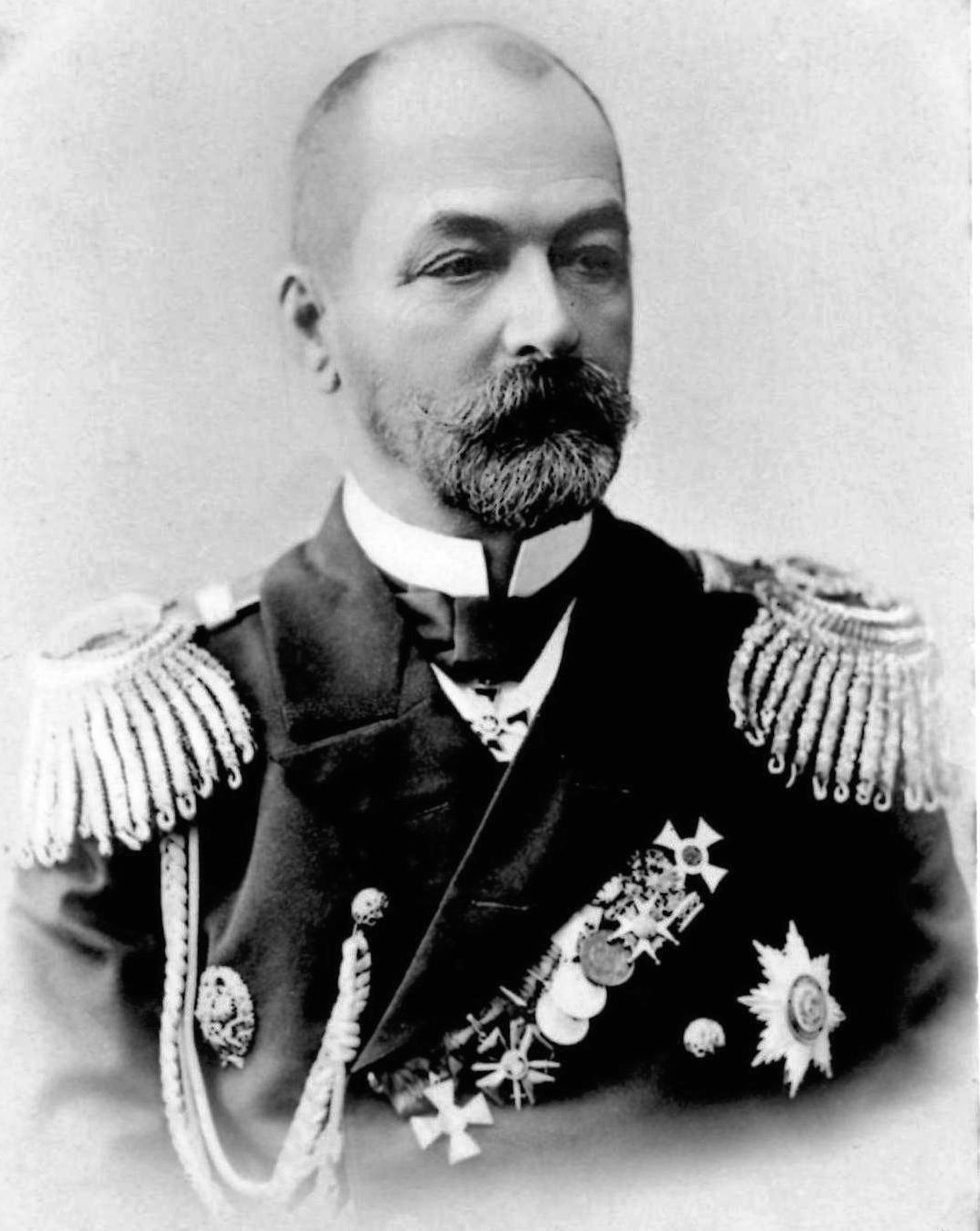
Admiral Sinowi Petrowitsch Roschestwenski
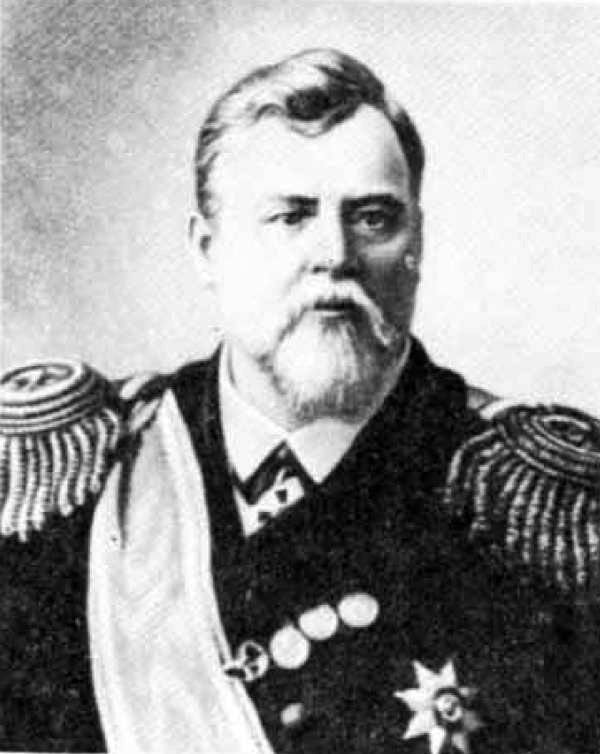
Admiral Dmitri Gustawowitsch von Fölkersahm
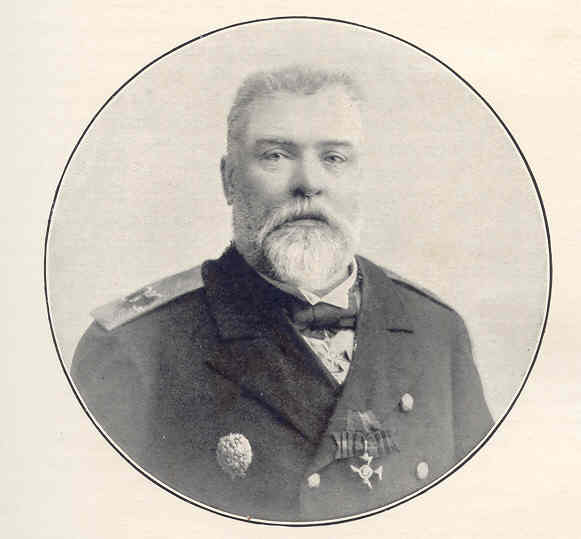
Admiral Nikolai Iwanowitsch Nebogatow
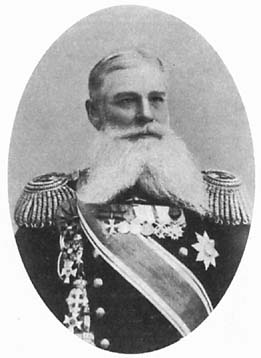
Admiral Oskar Adolfowitsch Enkwist

Schiffe des Zweiten Pazifik-Geschwaders:

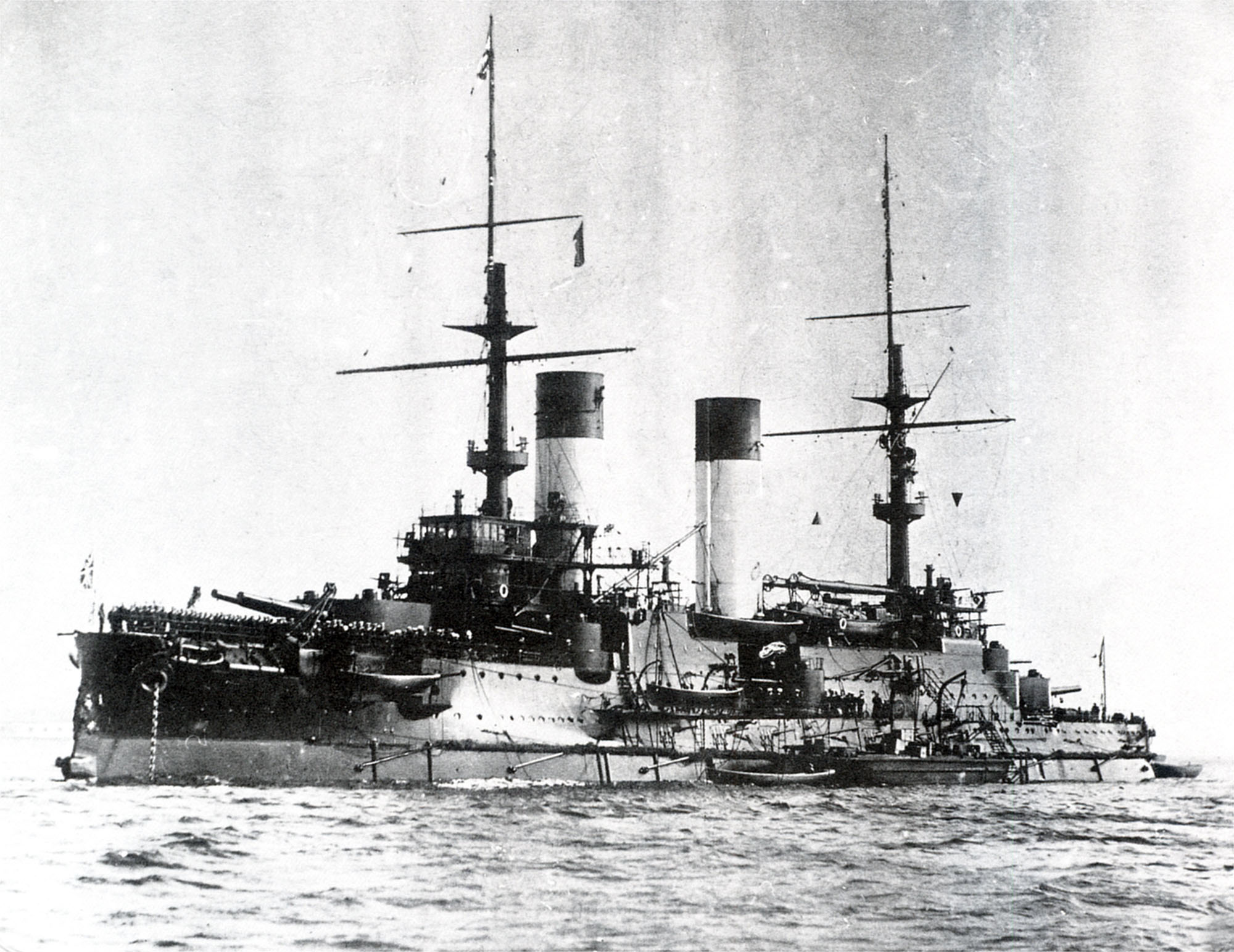
Linienschiff Knjas Suworow
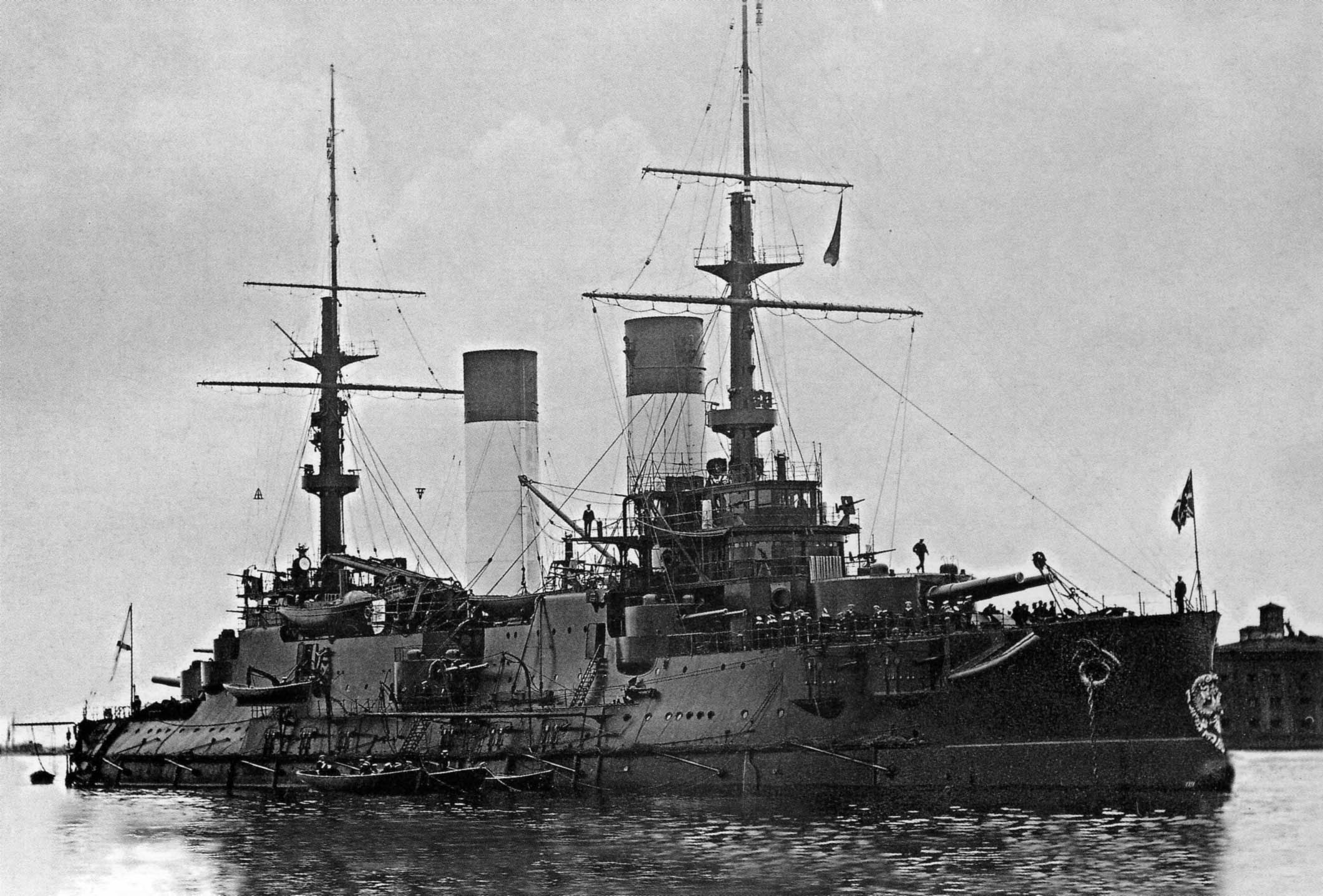
Linienschiff Imperator Alexander III.
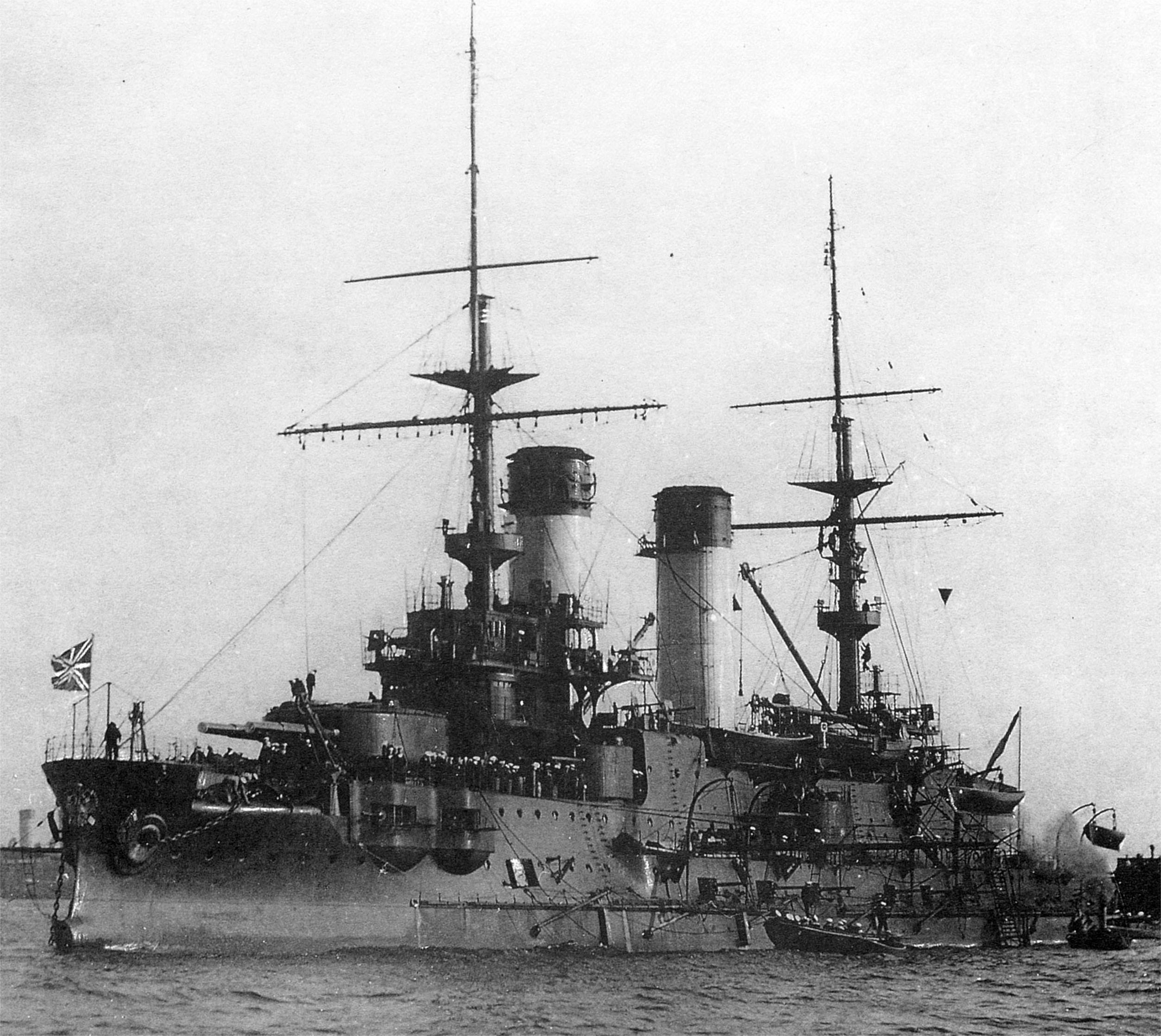
Linienschiff Borodino
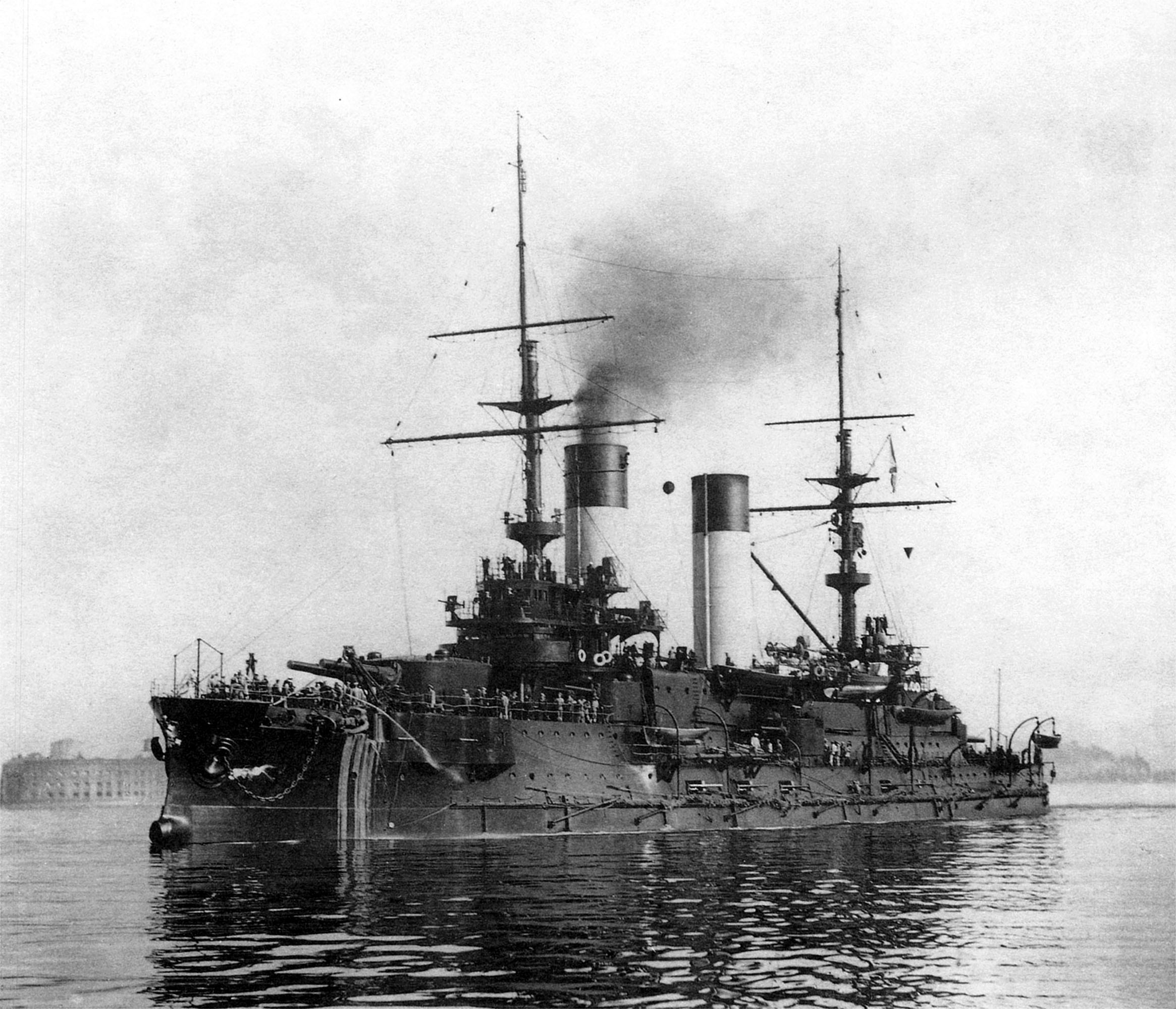
Linienschiff Orjol
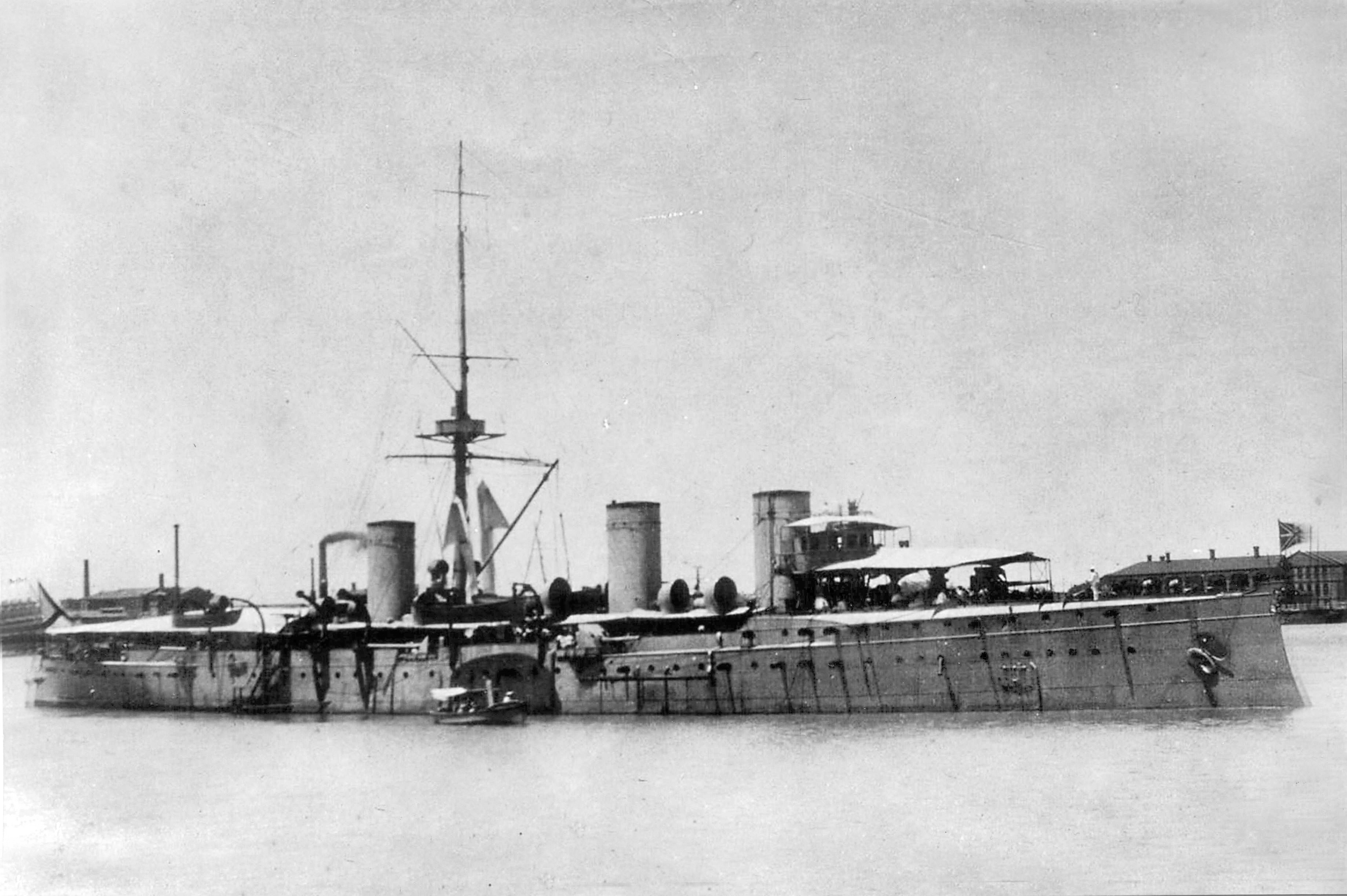
Kleiner Kreuzer Schemtschug
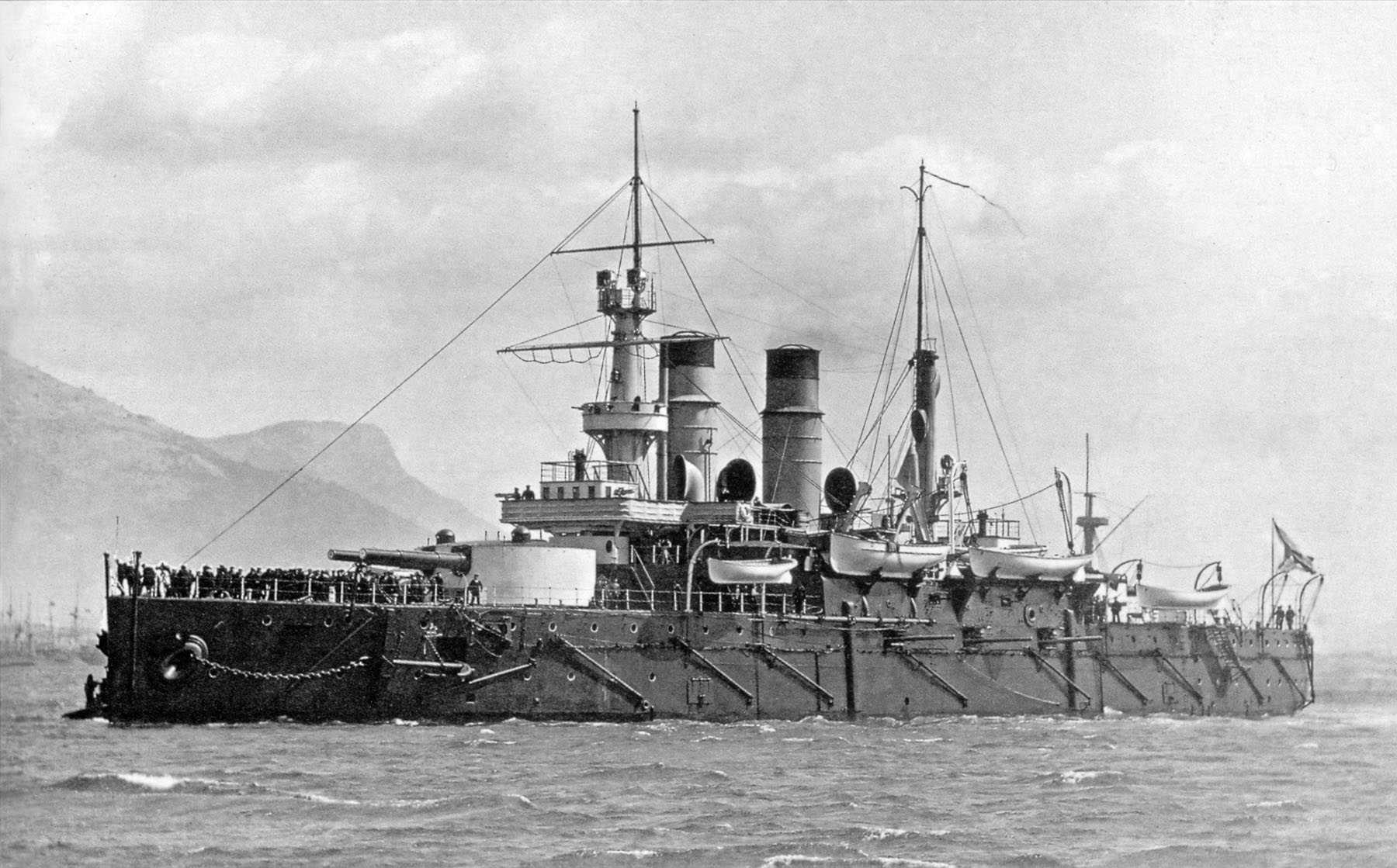
Linienschiff Sissoi Weliki
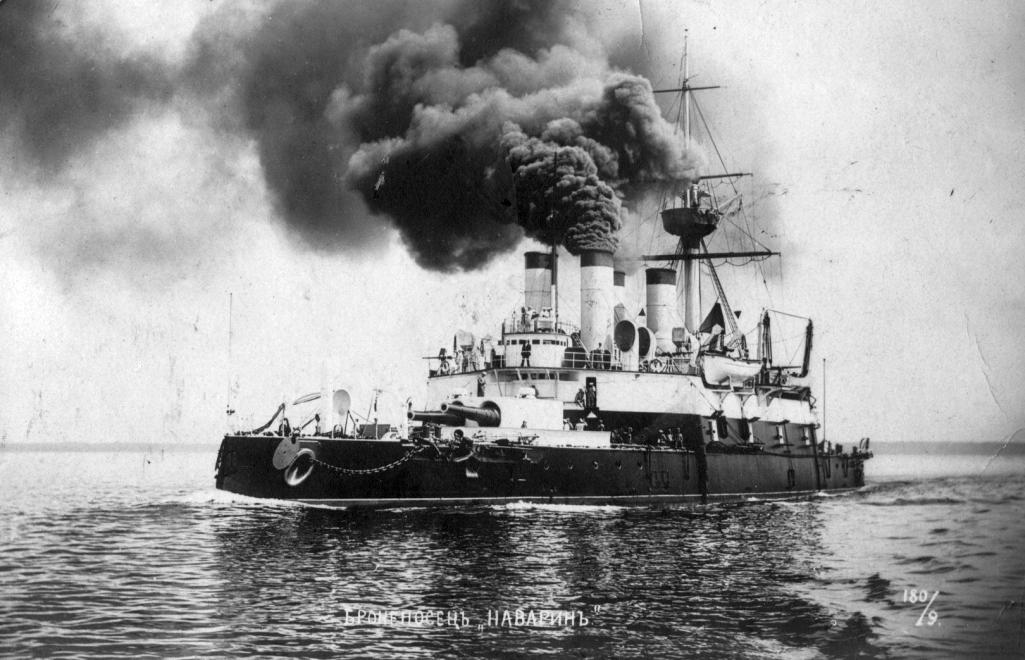
Linienschiff Nawarin
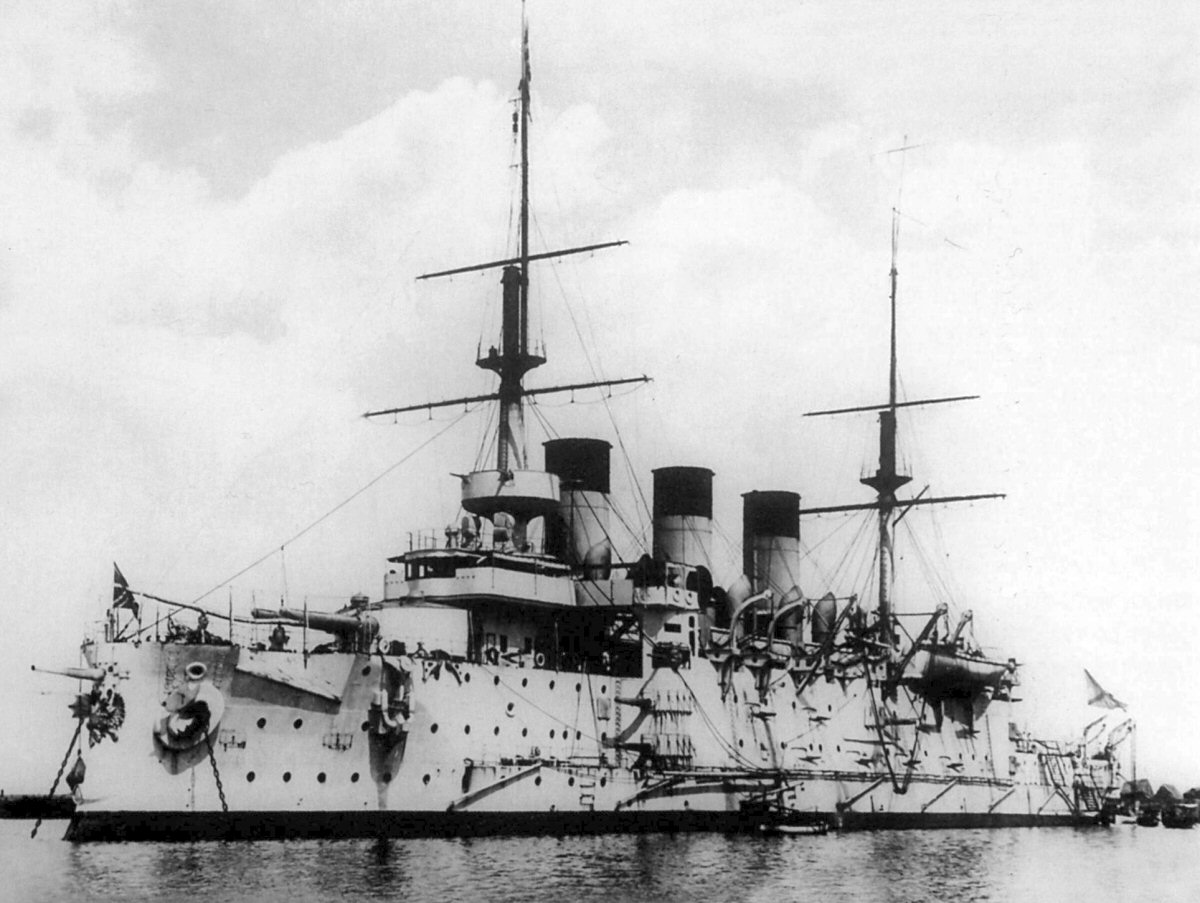
Linienschiff Osljabja
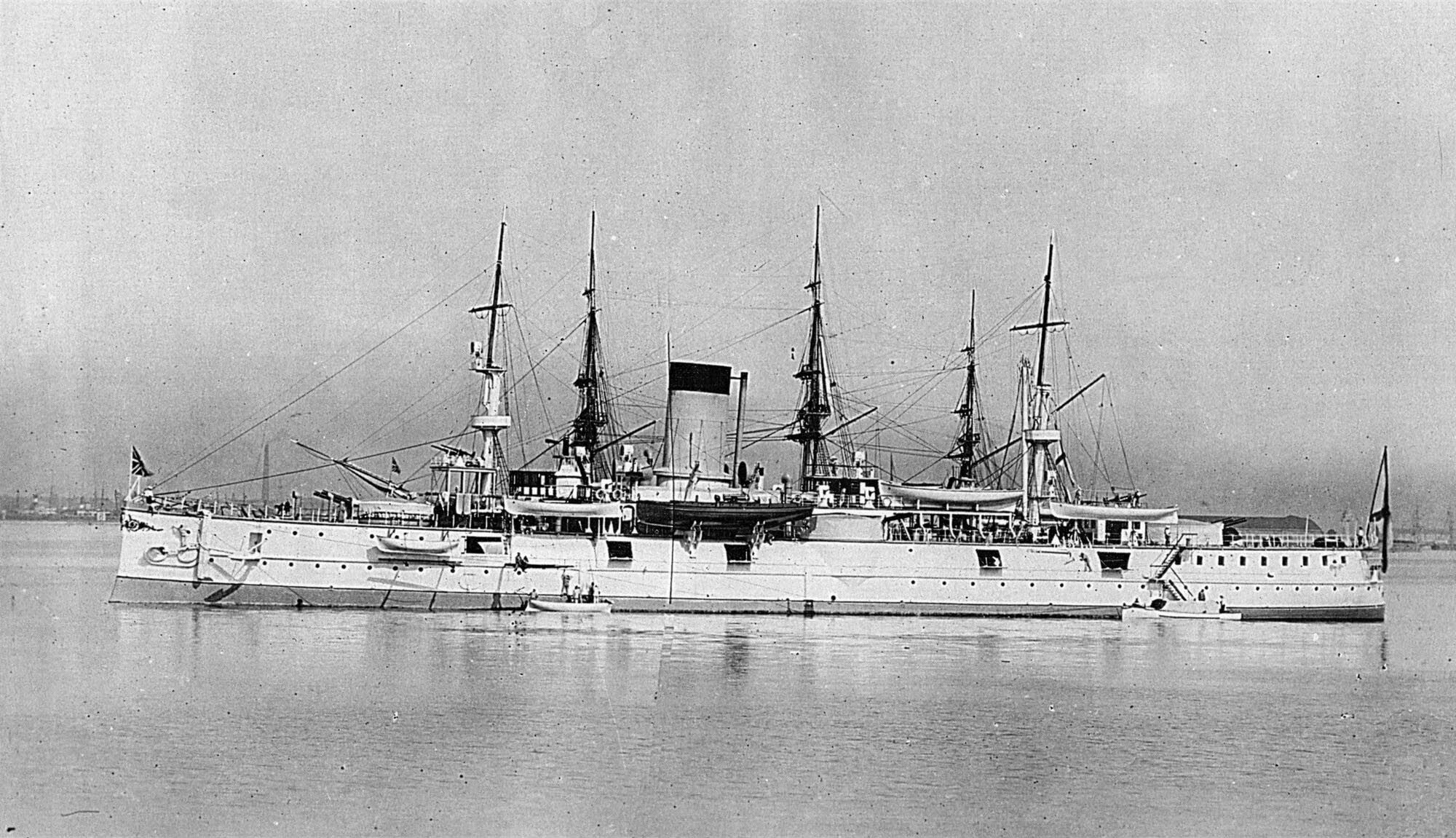
Panzerkreuzer Admiral Nachimov
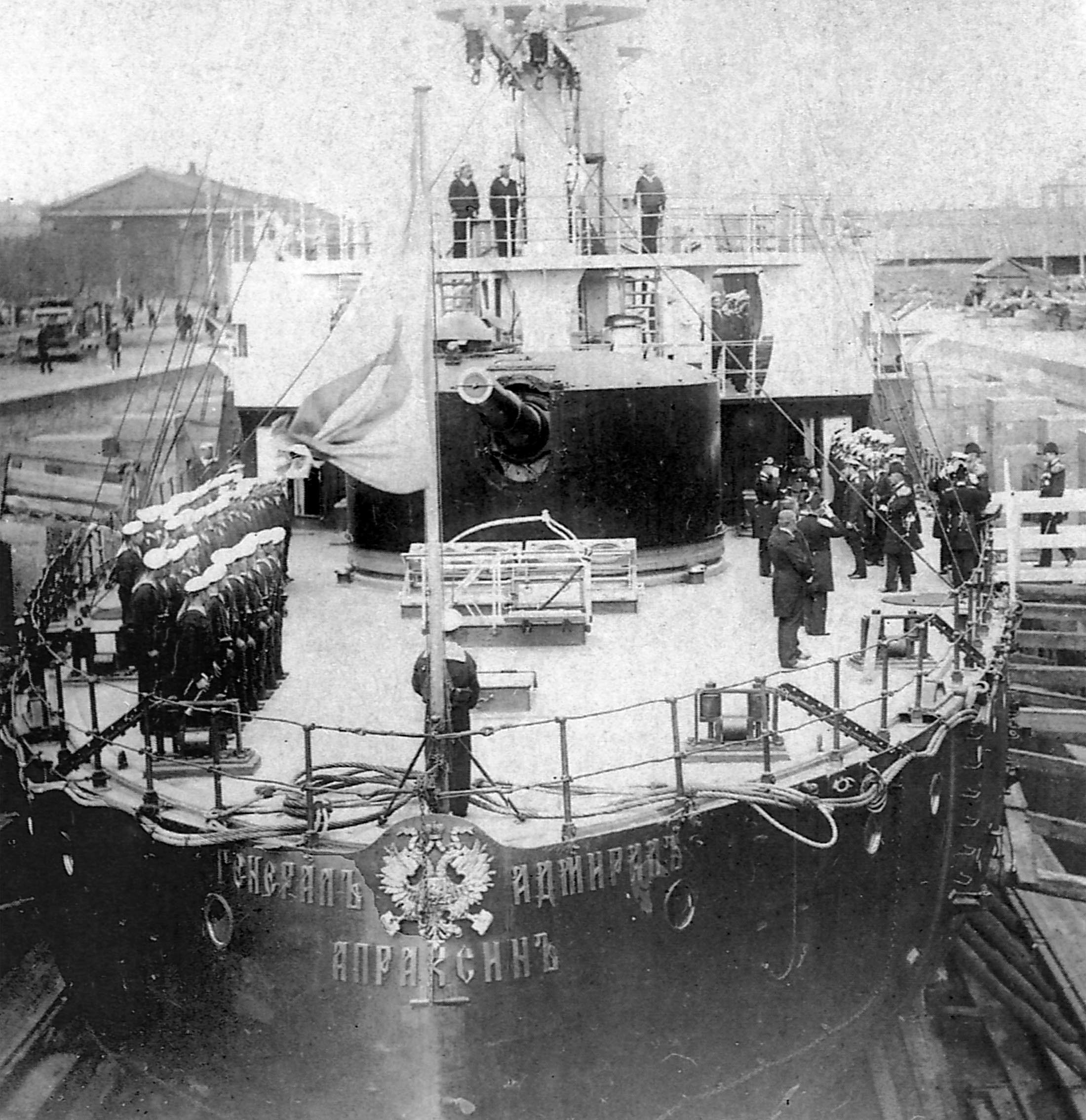
Küstenpanzerschiff Admiral Apraksin
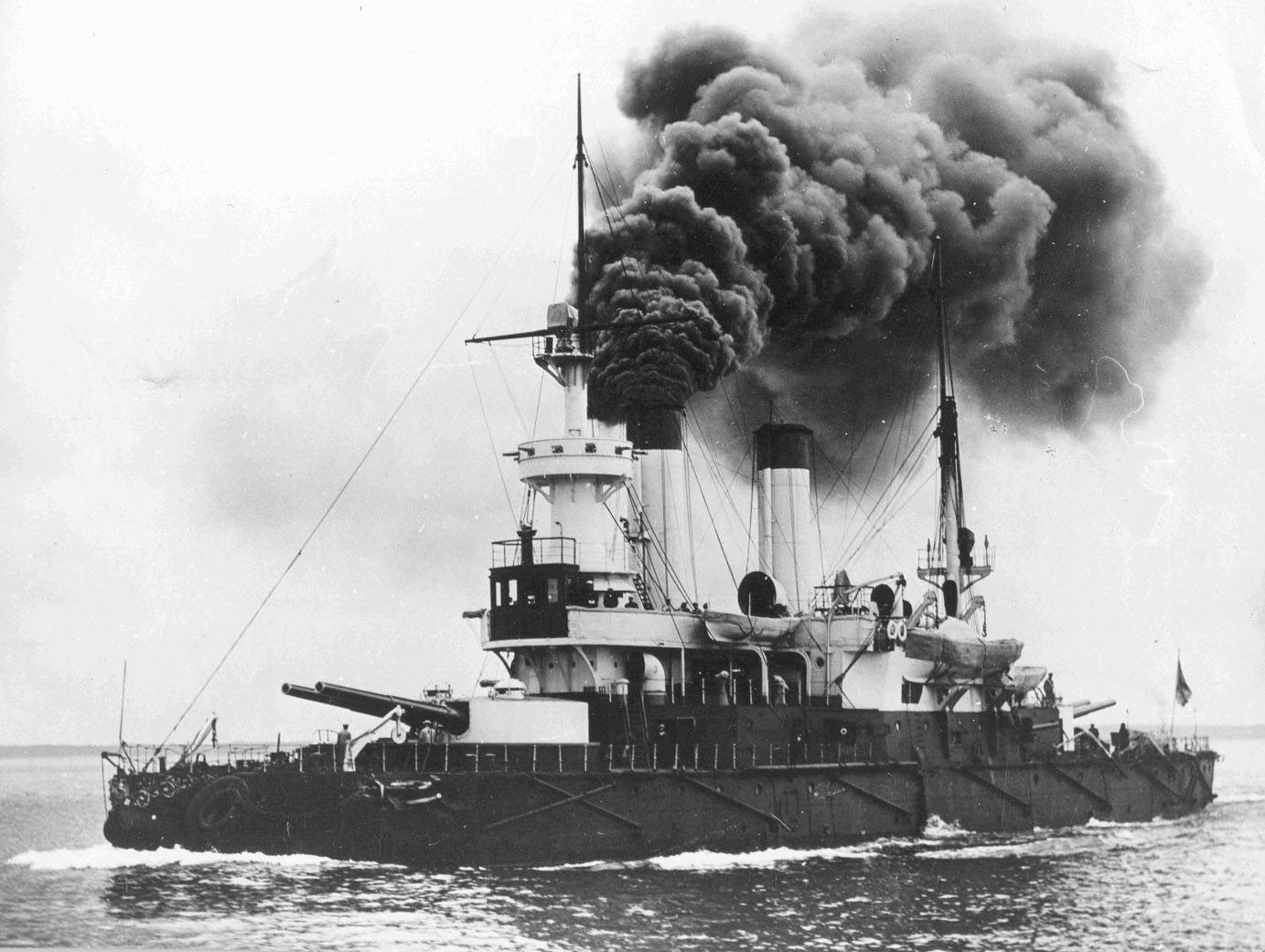
Küstenpanzerschiff Admiral Senyavin
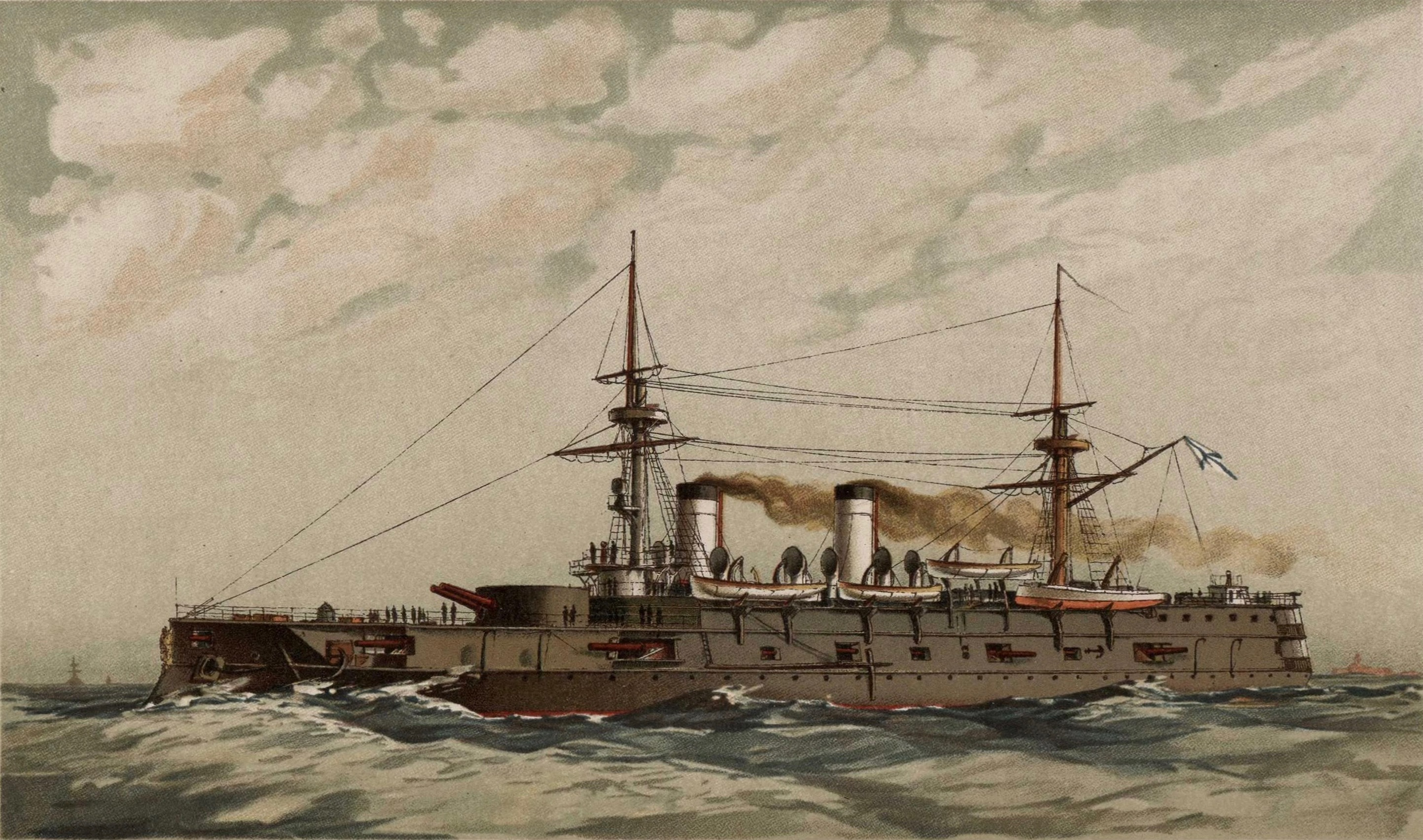
Linienschiff Imperator Nikolai
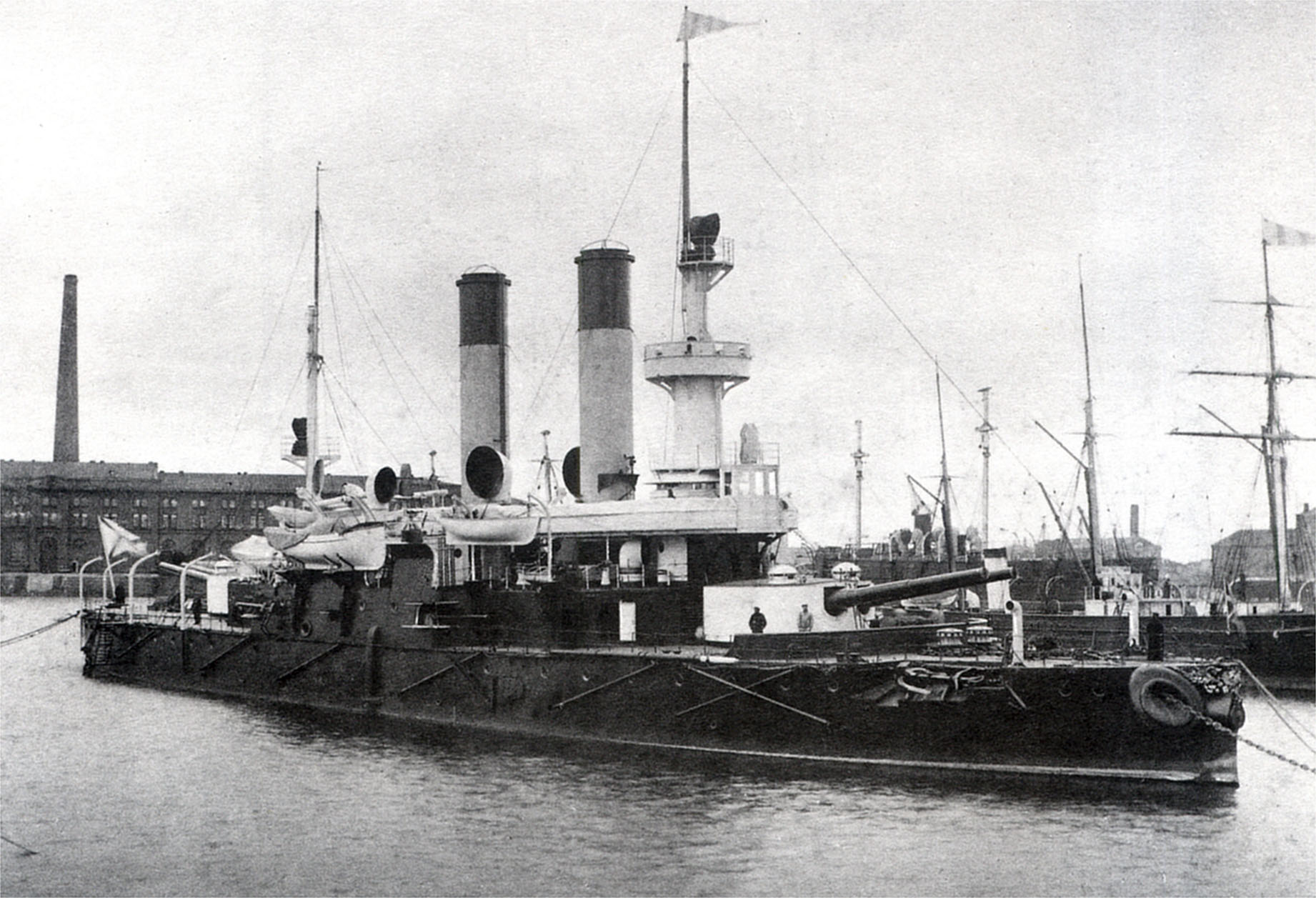
Küstenpanzerschiff Admiral Ushakov
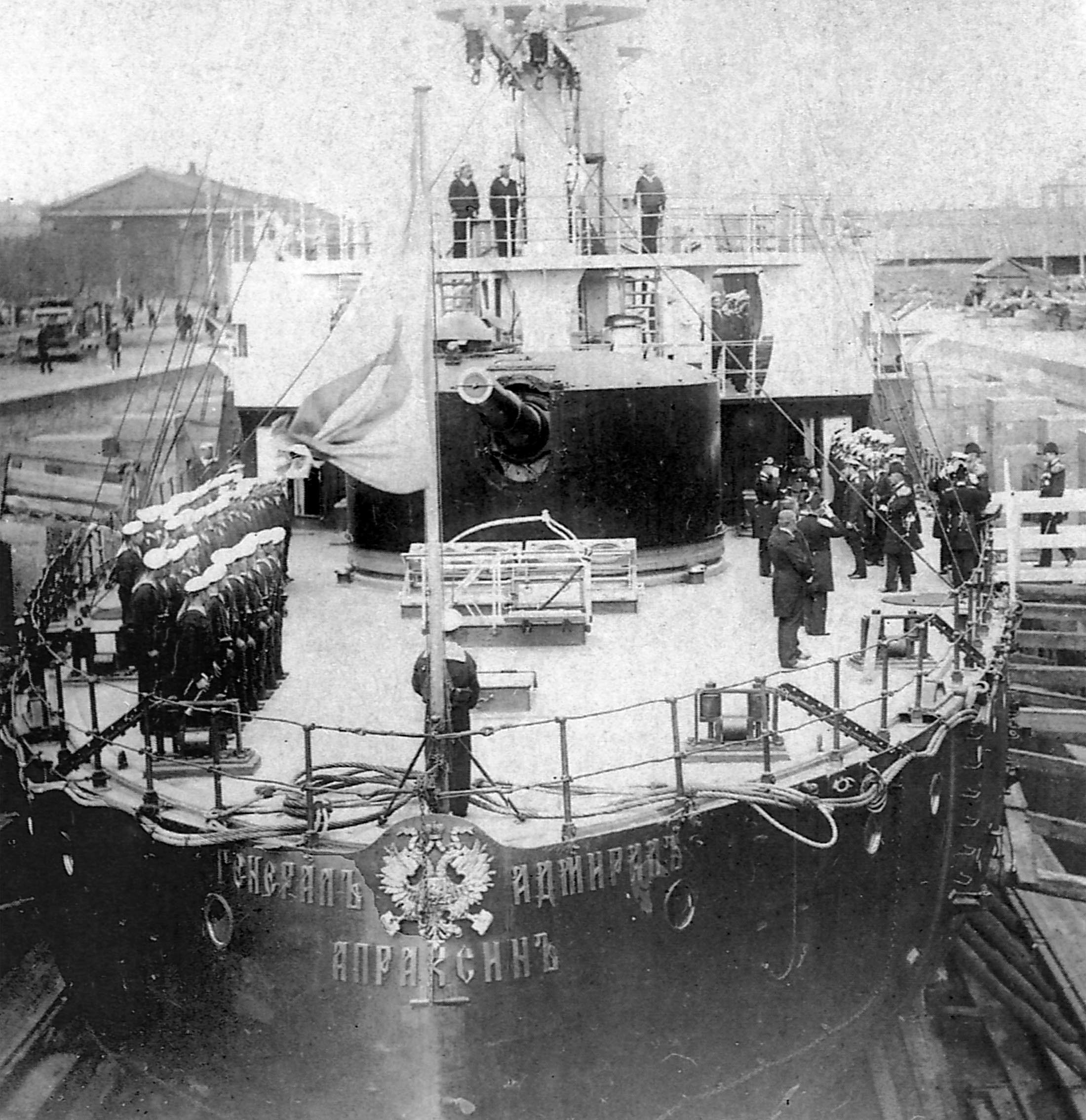
Küstenpanzerschiff Admiral Apraksin
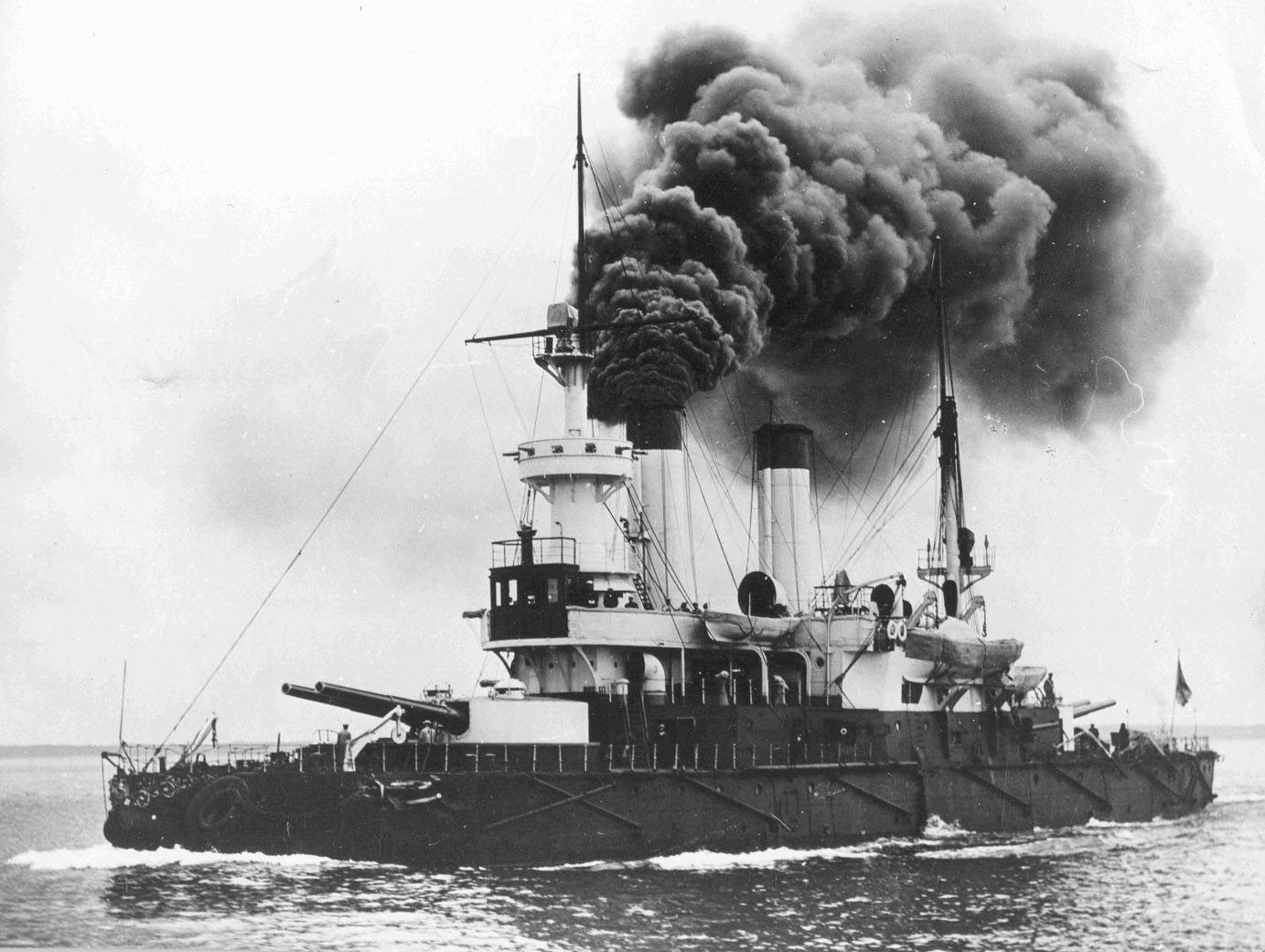
Küstenpanzerschiff Admiral Senyavin
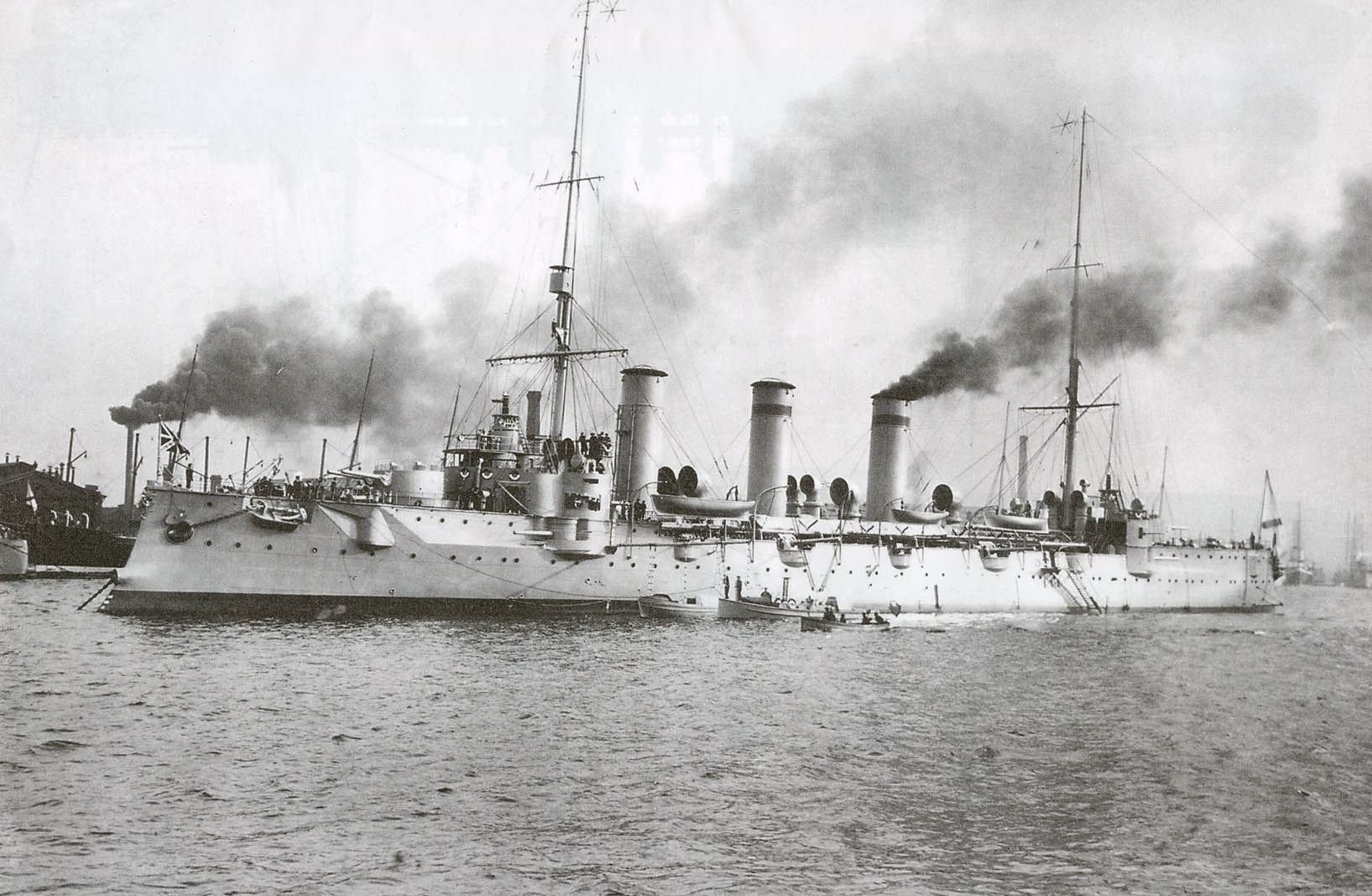
Geschützter Kreuzer Oleg
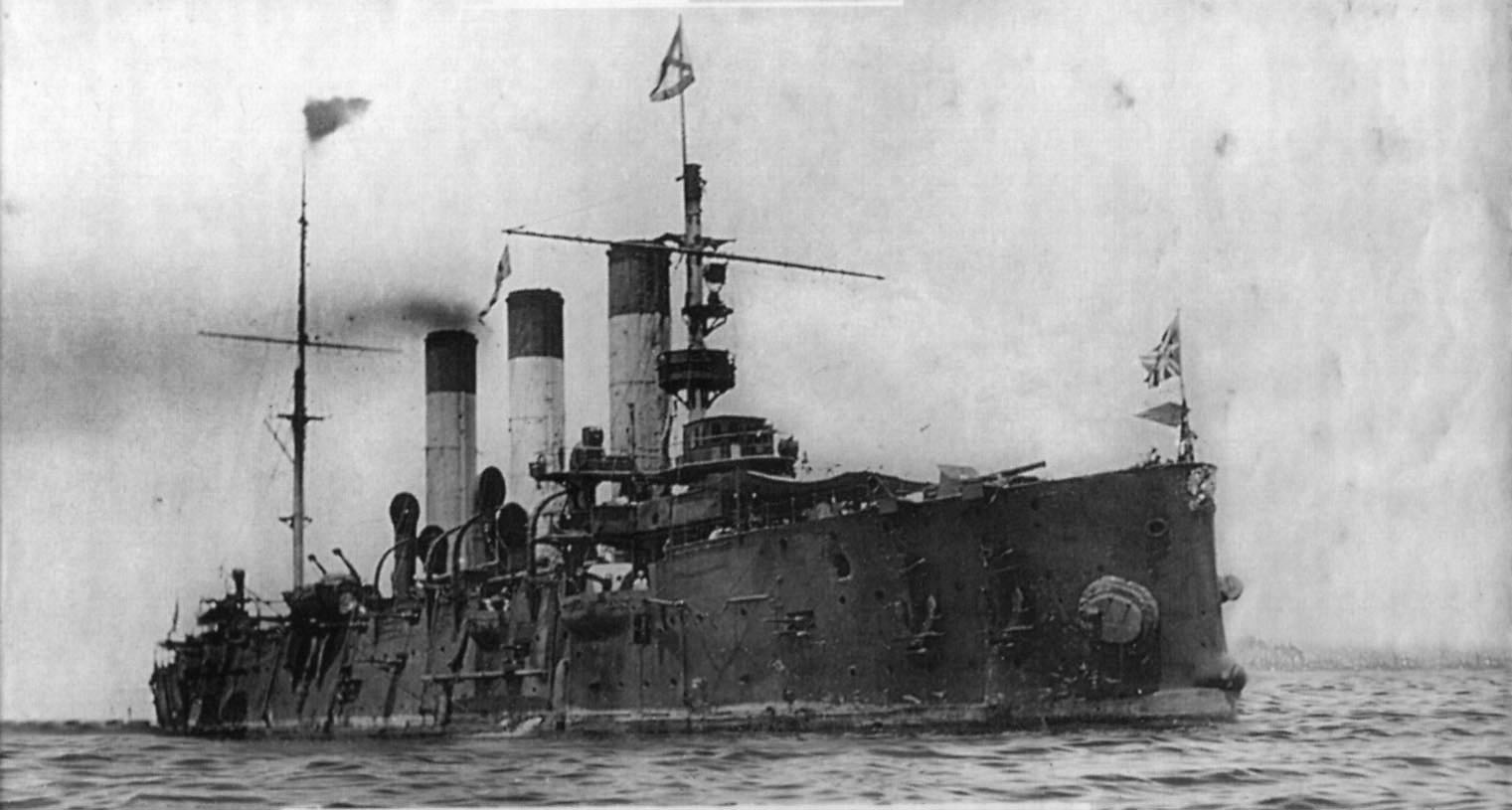
Geschützter Kreuzer Aurora
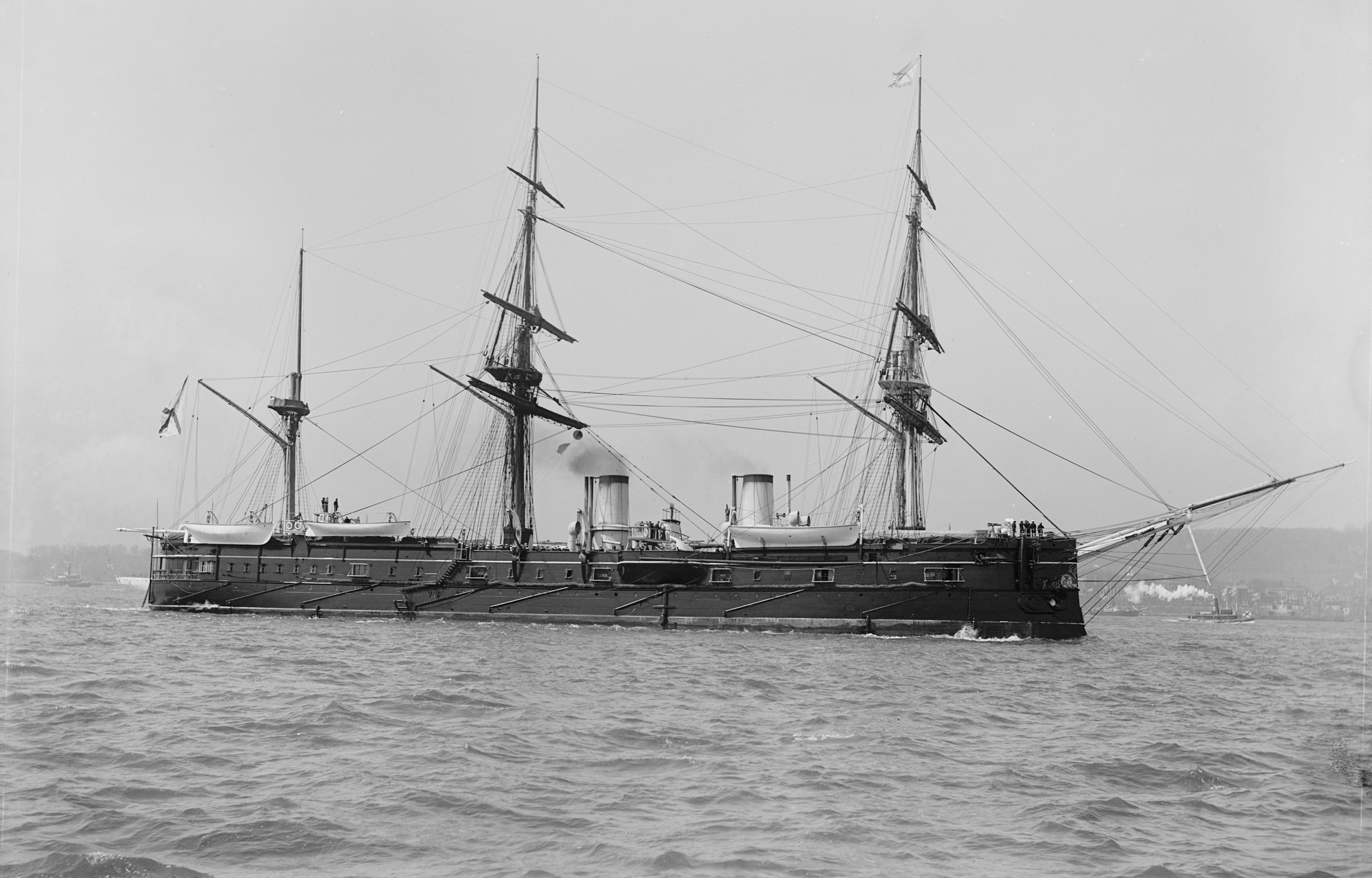
Panzerkreuzer Dmitri Donskoi
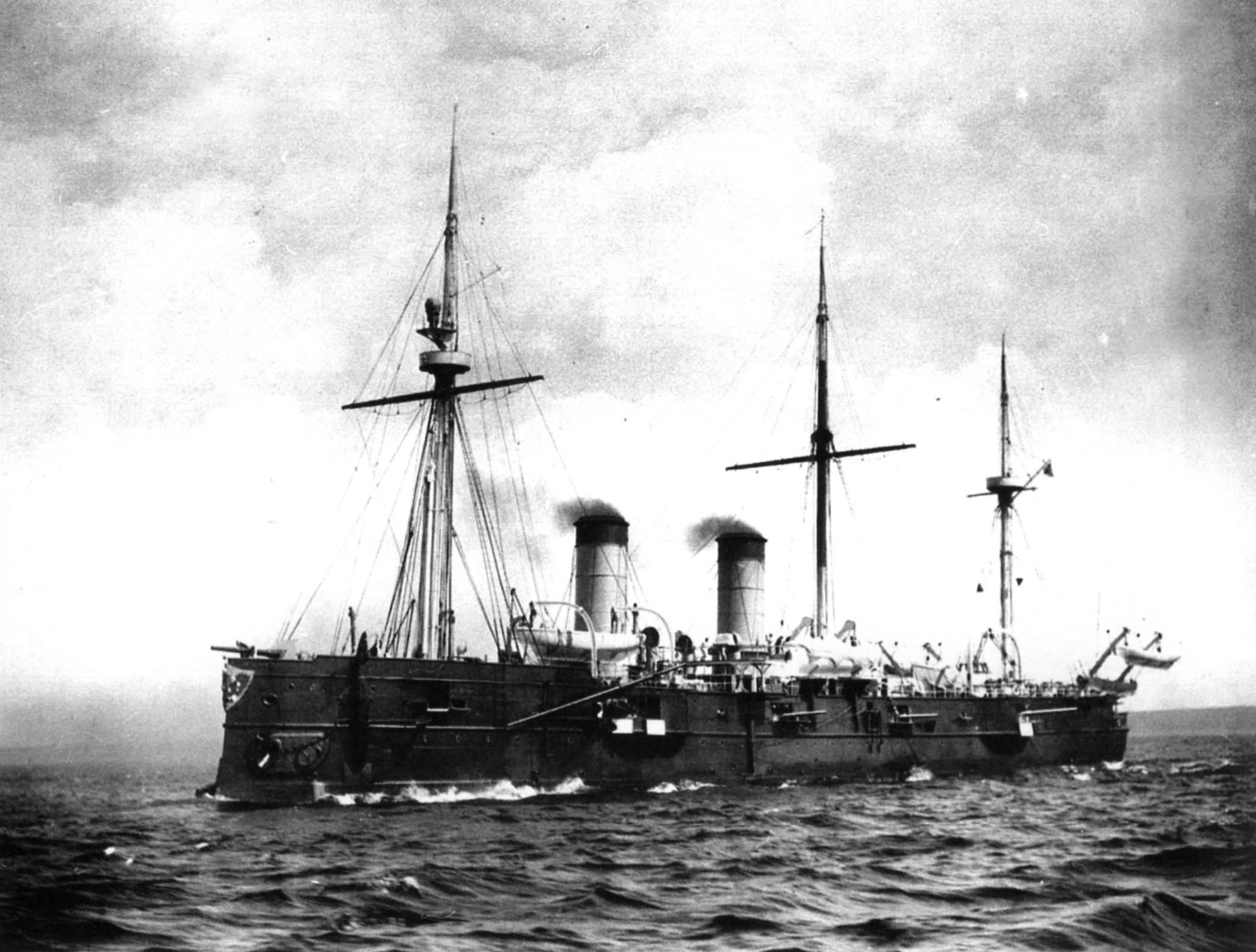
Panzerkreuzer Wladimir Monomach
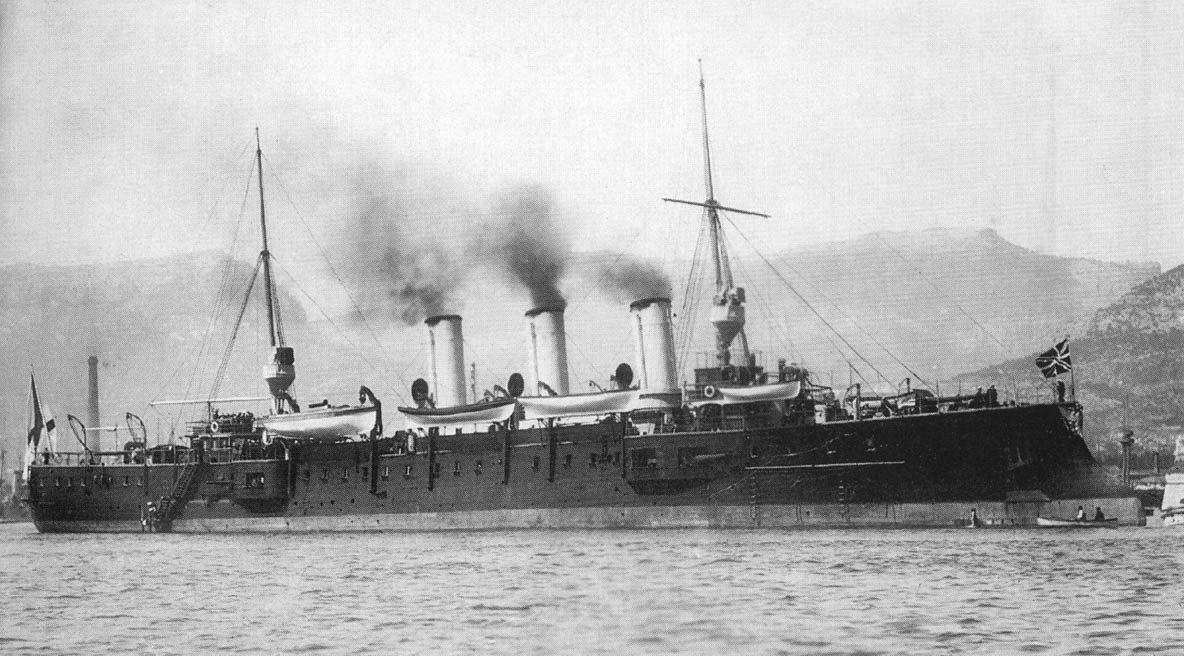
Geschützter Kreuzer Swetlana
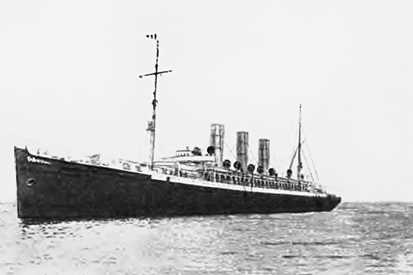
Hilfskreuzer Ural
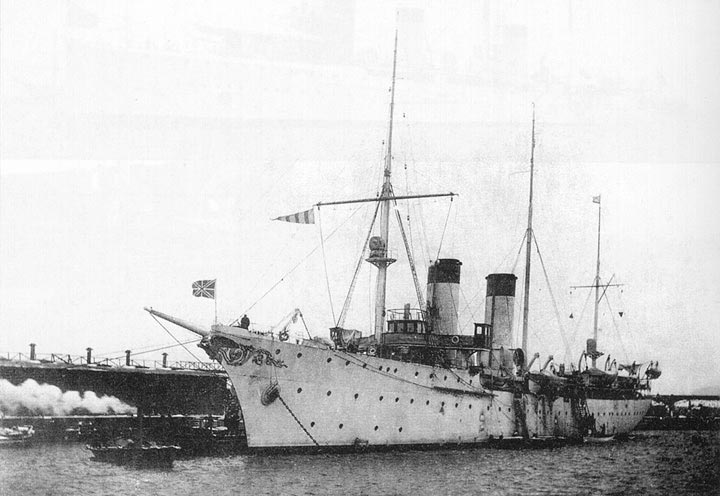
Kleiner Kreuzer 2. Klasse Almas
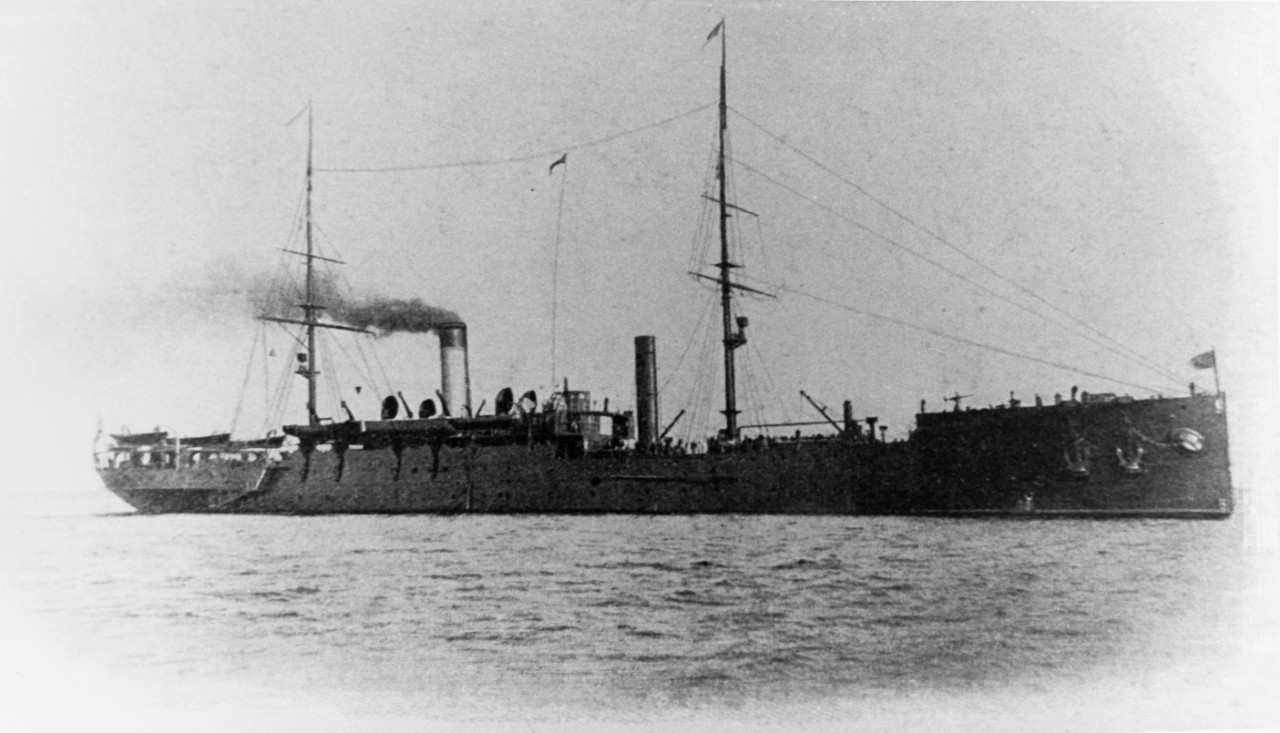
Werkstattschiff Kamschatka
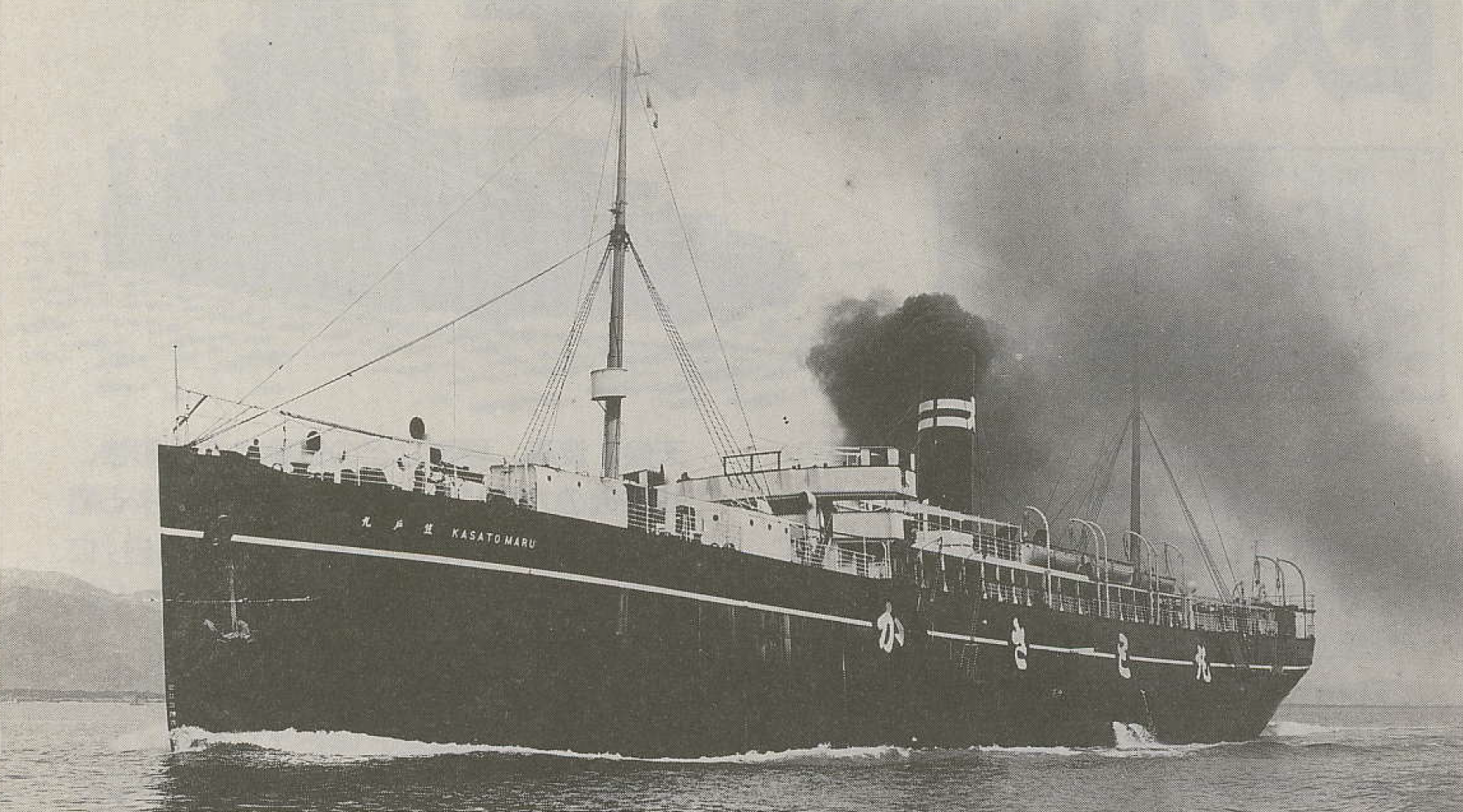
Lazarettschiff Kostroma (als japanische Kasato Maru, 1908)